# Lijst van beschermd erfgoed in Luik
Onderstaande tabel geeft een overzicht van de beschermde erfgoederen in de gemeente Luik. Het beschermd erfgoed maakt deel uit van het cultureel erfgoed in België.
| Object | Bouwjaar/architect           | Deelgemeente        | Adres                                                                          | Coördinaten                   | Nummer?                | Afbeelding |
| --- | ---------------------------- | ------------------- | ------------------------------------------------------------------------------ | ----------------------------- | ---------------------- | --- |
| Kerk Saint Nicolas |                              |                     |                                                                                | 50° 38' 29" NB, 5° 35' 4" OL  | 62063-CLT-0001-01 Info | Kerk Saint Nicolas |
| Kerk Saint-Denis |                              |                     |                                                                                | 50° 38' 35" NB, 5° 34' 28" OL | 62063-CLT-0003-01 Info | Kerk Saint-Denis |
| Kerk Saint-Antoine |                              |                     |                                                                                | 50° 38' 48" NB, 5° 34' 36" OL | 62063-CLT-0004-01 Info | Kerk Saint-Antoine |
| Kerk Saint-Jeanl'Evangéliste |                              |                     | Place Xavier Neujean                                                           | 50° 38' 35" NB, 5° 34' 2" OL  | 62063-CLT-0005-01 Info | Kerk Saint-Jeanl'Evangéliste |
| Kerk Sainte-Croix |                              |                     |                                                                                | 50° 38' 43" NB, 5° 34' 12" OL | 62063-CLT-0006-01 Info | Kerk Sainte-Croix |
| Kerk Saint-Christophe |                              |                     |                                                                                | 50° 38' 24" NB, 5° 34' 0" OL  | 62063-CLT-0008-01 Info | Kerk Saint-Christophe |
| Hôtel des Comtes de Méan |                              |                     | rue du Mont-Saint-Martin n°s 9 en 11                                           | 50° 38' 42" NB, 5° 34' 4" OL  | 62063-CLT-0009-01 Info | Hôtel des Comtes de Méan |
| Huis |                              |                     | rue Agimont n°20                                                               | 50° 38' 46" NB, 5° 34' 2" OL  | 62063-CLT-0012-01 Info | Huis |
| Ensemble van de hellingen van de citadel |                              |                     |                                                                                | 50° 39' 13" NB, 5° 35' 8" OL  | 62063-CLT-0013-01 Info | Ensemble van de hellingen van de citadel |
| Gebouw in renaissancestijl, overblijfsel van het klooster van de Soeurs de Hasque of Val-Sainte Anne |                              |                     |                                                                                | 50° 38' 27" NB, 5° 34' 27" OL | 62063-CLT-0015-01 Info | Gebouw in renaissancestijl, overblijfsel van het klooster van de Soeurs de Hasque of Val-Sainte Anne |
| Hôtel, tegenwoordig Museum Curtius |                              |                     | Quai de Maestricht n°13                                                        | 50° 38' 51" NB, 5° 35' 2" OL  | 62063-CLT-0016-01 Info | Hôtel, tegenwoordig Museum Curtius |
| Kerk Saint-André |                              |                     |                                                                                | 50° 38' 46" NB, 5° 34' 33" OL | 62063-CLT-0017-01 Info | Kerk Saint-André |
| Kerk Saint-Barthélemy |                              |                     |                                                                                | 50° 38' 53" NB, 5° 34' 58" OL | 62063-CLT-0018-01 Info | Kerk Saint-Barthélemy |
| Kerk Saint-Gilles: oude delen: koor, sacristieën, toren, voorplein en zijkapellen |                              |                     |                                                                                | 50° 37' 53" NB, 5° 32' 51" OL | 62063-CLT-0019-01 Info | Kerk Saint-Gilles: oude delen: koor, sacristieën, toren, voorplein en zijkapellen |
| Oude commanderij van de Teutoonse orde, genaamd Vieux Joncs |                              |                     |                                                                                | 50° 38' 49" NB, 5° 34' 26" OL | 62063-CLT-0020-01 Info | Oude commanderij van de Teutoonse orde, genaamd Vieux Joncs |
| Kerk Saint-Martin |                              |                     |                                                                                | 50° 38' 40" NB, 5° 33' 51" OL | 62063-CLT-0021-01 Info | Kerk Saint-Martin |
| Kathedraal Saint-Paul |                              |                     |                                                                                | 50° 38' 25" NB, 5° 34' 18" OL | 62063-CLT-0022-01 Info | Kathedraal Saint-Paul |
| Gebouw uitbreiding van Museum Curtius |                              |                     | Féronstrée n°134                                                               | 50° 38' 51" NB, 5° 35' 1" OL  | 62063-CLT-0023-01 Info | Gebouw uitbreiding van Museum Curtius |
| Monumentale fontein, genaamd Tradition |                              |                     | place du Marché                                                                | 50° 38' 45" NB, 5° 34' 35" OL | 62063-CLT-0024-01 Info | Monumentale fontein, genaamd Tradition |
| Oud Hôtel Sklins |                              |                     | rue Hors-Château n°5                                                           | 50° 38' 49" NB, 5° 34' 39" OL | 62063-CLT-0025-01 Info | Oud Hôtel Sklins |
| Monumentale fontein van Perron |                              |                     | place du Marché                                                                | 50° 38' 44" NB, 5° 34' 32" OL | 62063-CLT-0026-01 Info | Monumentale fontein van Perron |
| Classificatie van de gevel van het gebouw op rue de Bex 1 wordt uitgebreid tot die aan de kant van de rue de la Violette en rue de la Grand Tour, evenals het overhangende dak |                              |                     |                                                                                | 50° 38' 43" NB, 5° 34' 31" OL | 62063-CLT-0028-01 Info | Classificatie van de gevel van het gebouw op rue de Bex 1 wordt uitgebreid tot die aan de kant van de rue de la Violette en rue de la Grand Tour, evenals het overhangende dak |
| Gevels van gebouw (raadhuis) |                              |                     | place du Marché n°2                                                            | 50° 38' 43" NB, 5° 34' 31" OL | 62063-CLT-0029-01 Info | Gevels van gebouw (raadhuis) |
| Voormalig hospice van de rouwende Dochters van de Wezen, of van de ongeneeslijk zieken |                              |                     | rue du Vertbois, 13                                                            | 50° 38' 17" NB, 5° 34' 21" OL | 62063-CLT-0030-01 Info | Voormalig hospice van de rouwende Dochters van de Wezen, of van de ongeneeslijk zieken |
| Monumentale fontein Saint-Jean |                              |                     | rue Hors-Château                                                               | 50° 38' 49" NB, 5° 34' 41" OL | 62063-CLT-0031-01 Info | Monumentale fontein Saint-Jean |
| Kerk Saint-Jacques |                              |                     |                                                                                | 50° 38' 13" NB, 5° 34' 13" OL | 62063-CLT-0032-01 Info | Kerk Saint-Jacques |
| Oude vleeshal |                              |                     | rue de la Halle n°1                                                            | 50° 38' 43" NB, 5° 34' 42" OL | 62063-CLT-0035-01 Info | Oude vleeshal |
| Bepaalde delen van de kazerne Fonck |                              |                     | rue Ransonnet                                                                  | 50° 38' 40" NB, 5° 35' 10" OL | 62063-CLT-0042-01 Info | |
| Oude toevluchtsoord van de abdij van Aulne (oude gedeelte met doorgang door de ingangsportiek) |                              |                     | Place Saint-Paul n°2                                                           | 50° 38' 24" NB, 5° 34' 15" OL | 62063-CLT-0043-01 Info | Oude toevluchtsoord van de abdij van Aulne (oude gedeelte met doorgang door de ingangsportiek) |
| Gevels en daken van het gebouw |                              |                     | rue Saint-Hubert n°15                                                          | 50° 38' 42" NB, 5° 34' 9" OL  | 62063-CLT-0044-01 Info | Gevels en daken van het gebouw |
| Huis "De Francquen" en het ensemble van het huis en diens omgeving |                              | Burenville          | rue Saint-Nicolas n°106A                                                       | 50° 38' 6" NB, 5° 32' 46" OL  | 62063-CLT-0045-01 Info | Huis "De Francquen" en het ensemble van het huis en diens omgeving |
| Bepaalde delen van het paleis van de prins-bisschoppen |                              |                     |                                                                                | 50° 38' 46" NB, 5° 34' 22" OL | 62063-CLT-0049-01 Info | Bepaalde delen van het paleis van de prins-bisschoppen |
| Monumentale fontein van Vierge |                              |                     | rue Vinâve d'Ile                                                               | 50° 38' 29" NB, 5° 34' 17" OL | 62063-CLT-0054-01 Info | Monumentale fontein van Vierge |
| Oud Hôtel de Crassiers |                              |                     | rue des Célestines n°14                                                        | 50° 38' 29" NB, 5° 34' 6" OL  | 62063-CLT-0057-01 Info | Oud Hôtel de Crassiers |
| Gevels en daken van het oude toevluchtsoord van Val Benoît |                              |                     | rue du Pot d'or n°43                                                           | 50° 38' 28" NB, 5° 34' 9" OL  | 62063-CLT-0061-01 Info | Gevels en daken van het oude toevluchtsoord van Val Benoît |
| De gebouwen aan de binnenplaats van Prébendiers |                              |                     | rue d'Amercoeur n°45                                                           | 50° 38' 8" NB, 5° 35' 26" OL  | 62063-CLT-0065-01 Info | |
| Huis uit de 16e eeuw |                              |                     | rue d'Amay n°10                                                                | 50° 38' 28" NB, 5° 34' 11" OL | 62063-CLT-0067-01 Info | Huis uit de 16e eeuw |
| Hotel |                              |                     | Feronstrée n°s 94-96                                                           | 50° 38' 49" NB, 5° 34' 52" OL | 62063-CLT-0069-01 Info | Hotel |
| Hôtel Torrentius |                              |                     | rue Saint-Pierre n° 15 bis                                                     | 50° 38' 44" NB, 5° 34' 15" OL | 62063-CLT-0087-01 Info | Hôtel Torrentius |
| Lanen van bomen langs de Ourthe gesitueerd op de Quai des Ardennes inclusief het gedeelte voorheen bekend als Quai des Grosses Battes en langs de Quai du Condroz en Quai des Vennes |                              |                     |                                                                                | 50° 36' 55" NB, 5° 36' 3" OL  | 62063-CLT-0089-01 Info | Lanen van bomen langs de Ourthe gesitueerd op de Quai des Ardennes inclusief het gedeelte voorheen bekend als Quai des Grosses Battes en langs de Quai du Condroz en Quai des Vennes |
| Hôtel de Soer de Solières |                              |                     | rue Haute-Sauvenière n°s 12-14                                                 | 50° 38' 42" NB, 5° 34' 13" OL | 62063-CLT-0092-01 Info | Hôtel de Soer de Solières |
| Declassement van de aanbouw op de binnenplaats van het Museum voor Wapens (voormalig Hôtel de Hayme de Bomal) (op nr 8) en de omliggende muur grenzend aan nr. 9 en leunende tegen de fontein |                              |                     | Quai de Maestricht 8                                                           | 50° 38' 49" NB, 5° 34' 59" OL | 62063-CLT-0094-02 Info | Declassement van de aanbouw op de binnenplaats van het Museum voor Wapens (voormalig Hôtel de Hayme de Bomal) (op nr 8) en de omliggende muur grenzend aan nr. 9 en leunende tegen de fontein |
| Huis: hoofdgevel en zijgevel en daken |                              |                     | rue Chéravoie 11                                                               | 50° 38' 34" NB, 5° 34' 36" OL | 62063-CLT-0097-01 Info | Huis: hoofdgevel en zijgevel en daken |
| Cinéma "le Forum": kamer en zuilengalerij |                              |                     |                                                                                | 50° 38' 28" NB, 5° 34' 12" OL | 62063-CLT-0099-01 Info | Cinéma "le Forum": kamer en zuilengalerij |
| Interieur van de academische kamer, klokkamer en leeszaal van de Universiteit van Luik |                              |                     | Place du XX Août n°20                                                          | 50° 38' 26" NB, 5° 34' 34" OL | 62063-CLT-0100-01 Info | |
| De classificatie als een monument van de ruimte en de veranda van het Forum wordt uitgebreid tot de voorkant van het gebouw gelegen aan rue du Mouton Blanc en het trappenhuis aan de zijkant |                              |                     |                                                                                | 50° 38' 28" NB, 5° 34' 13" OL | 62063-CLT-0101-01 Info | De classificatie als een monument van de ruimte en de veranda van het Forum wordt uitgebreid tot de voorkant van het gebouw gelegen aan rue du Mouton Blanc en het trappenhuis aan de zijkant |
| Kapel Saint-Roch |                              |                     | rue Volière                                                                    | 50° 38' 51" NB, 5° 34' 17" OL | 62063-CLT-0102-01 Info | Kapel Saint-Roch |
| Oude Benedictijnenabdij van Paix Notre-Dame: kerk en sacristieën waaronder meubilair, gevels en daken van de vleugel langs de boulevard d'Avroy, koor des Dames met het orgel "Le Picard", en de omliggende muur en het ensemble van de kerk, de abdij van de Benedictijnen en het terrein waarop zich deze bevinden            |                              |                     |                                                                                | 50° 38' 17" NB, 5° 34' 2" OL  | 62063-CLT-0103-01 Info | Oude Benedictijnenabdij van Paix Notre-Dame: kerk en sacristieën waaronder meubilair, gevels en daken van de vleugel langs de boulevard d'Avroy, koor des Dames met het orgel "Le Picard", en de omliggende muur en het ensemble van de kerk, de abdij van de Benedictijnen en het terrein waarop zich deze bevinden            |
| Huis: voorgevel en dakpaneel |                              |                     | place Saint-Pholien n°10                                                       | 50° 38' 34" NB, 5° 34' 48" OL | 62063-CLT-0104-01 Info | Huis: voorgevel en dakpaneel |
| Gebouw: gevels en daken |                              |                     | rue Henri de Louvain n° 1                                                      | 50° 40' 10" NB, 5° 39' 40" OL | 62063-CLT-0105-01 Info | |
| Huis |                              |                     | rue du Jardin Botanique n°34                                                   | 50° 38' 5" NB, 5° 33' 55" OL  | 62063-CLT-0106-01 Info | Huis |
| Hôtel de Bocholtz |                              |                     | place Saint-Michel n°s 8-10a                                                   | 50° 38' 43" NB, 5° 34' 14" OL | 62063-CLT-0107-01 Info | Hôtel de Bocholtz |
| Huis, genaamd maison Havert |                              |                     | quai de la Goffe n° 41                                                         | 50° 38' 43" NB, 5° 34' 46" OL | 62063-CLT-0108-01 Info | Huis, genaamd maison Havert |
| Huis: voorgevel en dak |                              |                     | rue du Palais n°1                                                              | 50° 38' 47" NB, 5° 34' 34" OL | 62063-CLT-0109-01 Info | Huis: voorgevel en dak |
| Gebouwen vormen het Cour des Mineurs: gevels |                              |                     | rue Moray                                                                      | 50° 38' 50" NB, 5° 34' 34" OL | 62063-CLT-0110-01 Info | Gebouwen vormen het Cour des Mineurs: gevels |
| Huis: hoofdgevel en dak |                              |                     | rue Hocheporte n° 3                                                            | 50° 38' 45" NB, 5° 33' 57" OL | 62063-CLT-0111-01 Info | Huis: hoofdgevel en dak |
| Huis: gestukadoord plafond en gevel eerste etage |                              |                     | rue Volière n°35                                                               | 50° 38' 51" NB, 5° 34' 19" OL | 62063-CLT-0112-01 Info | Huis: gestukadoord plafond en gevel eerste etage |
| Huis: kamer op de begane grond |                              |                     | rue Hors-Château n°108                                                         | 50° 38' 51" NB, 5° 34' 51" OL | 62063-CLT-0113-01 Info | Huis: kamer op de begane grond |
| Huis: gevels en daken, inclusief het kleine gebouw met inrijpoort, trap, platen en scheidingsmuren |                              |                     | rue Sur-la-Fontaine n°114                                                      | 50° 38' 24" NB, 5° 34' 4" OL  | 62063-CLT-0114-01 Info | |
| Gebouwen van het klooster van de Minderbroeders, tegenwoordig Musée de la Vie wallonne |                              |                     | rue Moray                                                                      | 50° 38' 49" NB, 5° 34' 34" OL | 62063-CLT-0115-01 Info | Gebouwen van het klooster van de Minderbroeders, tegenwoordig Musée de la Vie wallonne |
| Oud postkantoor |                              |                     | rue Saint-Jean Baptiste n°11                                                   | 50° 38' 46" NB, 5° 34' 49" OL | 62063-CLT-0116-01 Info | |
| Gebouw: hoofdgebouw, uitgezonderd aanbouw |                              |                     | rue Saint Laurent n°9                                                          | 50° 38' 38" NB, 5° 33' 43" OL | 62063-CLT-0117-01 Info | |
| Gebouw "Tart": straatgevel en achtergevel, dak, kamers op begane grond, centrale trappenhuis en muurschilderingen, en het voorplein aan de straat, de toegangspoort, muren, de tuin en bomen |                              |                     | place Saint-Jacques n° 16                                                      | 50° 38' 14" NB, 5° 34' 10" OL | 62063-CLT-0118-01 Info | Gebouw "Tart": straatgevel en achtergevel, dak, kamers op begane grond, centrale trappenhuis en muurschilderingen, en het voorplein aan de straat, de toegangspoort, muren, de tuin en bomen |
| Huis: gevels en daken |                              |                     | rue Mont-Saint-Martin derrière le n°26                                         | 50° 38' 42" NB, 5° 34' 1" OL  | 62063-CLT-0120-01 Info | Huis: gevels en daken |
| Huis van Presse: gevel en daken, en het ensemble van het gebouw, de tuin, de weg en de muur |                              |                     | rue Haute-Sauvenière n°19                                                      | 50° 38' 42" NB, 5° 34' 11" OL | 62063-CLT-0121-01 Info | Huis van Presse: gevel en daken, en het ensemble van het gebouw, de tuin, de weg en de muur |
| Huis: gevels, daken en trap |                              |                     | rue des Mineurs n°29-31                                                        | 50° 38' 47" NB, 5° 34' 34" OL | 62063-CLT-0122-01 Info | Huis: gevels, daken en trap |
| Conservatorium |                              |                     | boulevard Piercot n°s 25-29                                                    | 50° 38' 7" NB, 5° 34' 14" OL  | 62063-CLT-0123-01 Info | Conservatorium |
| De twee galerijen, genaamd Passage Lemonnier (rond gebouw, gevels en dakbedekking) |                              |                     |                                                                                | 50° 38' 33" NB, 5° 34' 22" OL | 62063-CLT-0124-01 Info | De twee galerijen, genaamd Passage Lemonnier (rond gebouw, gevels en dakbedekking) |
| Huis: voorgevel en totaliteit van de daken |                              |                     | rue G. Thone n°14-16                                                           | 50° 38' 38" NB, 5° 34' 54" OL | 62063-CLT-0125-01 Info | Huis: voorgevel en totaliteit van de daken |
| Doopvonten van de kerk Sainte-Walburge |                              |                     |                                                                                | 50° 39' 27" NB, 5° 34' 8" OL  | 62063-CLT-0126-01 Info | |
| Huis: toren, drie gevels, en deel dak, en de diretce omgeving en deen deel van de omliggende muur |                              |                     | rue Saint-Laurent n°111                                                        | 50° 38' 22" NB, 5° 33' 27" OL | 62063-CLT-0127-01 Info | |
| Totaliteit van gebouw Comblen: interieur en exterieur, en aanbouw: gevel en dak |                              |                     | rue des Augustins n°33                                                         | 50° 38' 7" NB, 5° 33' 56" OL  | 62063-CLT-0128-01 Info | Totaliteit van gebouw Comblen: interieur en exterieur, en aanbouw: gevel en dak |
| Huis: gevel, dak en trap uit de 18e eeuw |                              |                     | Féronstrée n°159                                                               | 50° 38' 52" NB, 5° 35' 4" OL  | 62063-CLT-0131-01 Info | |
| Gevel en dak van hoofdgebouw, grand auditorium, puntgevel aan zijkant, van Institut d'Electricité Montefiore |                              |                     | Rue Saint-Gilles 33                                                            | 50° 38' 20" NB, 5° 34' 2" OL  | 62063-CLT-0132-01 Info | |
| Huis: gevel, daken en trappen uit 18e eeuw |                              |                     | rue Hocheporte n° 25                                                           | 50° 38' 47" NB, 5° 33' 55" OL | 62063-CLT-0134-01 Info | Huis: gevel, daken en trappen uit 18e eeuw |
| Voormalig klooster van Recollets: buitengevels, daken, binnenplaatsen, interieur corridor van de oostelijke vleugel, met een trap en deur, trap naar de etage |                              |                     | rue George Simenon n°s 4 tot 11                                                | 50° 38' 29" NB, 5° 35' 5" OL  | 62063-CLT-0137-01 Info | Voormalig klooster van Recollets: buitengevels, daken, binnenplaatsen, interieur corridor van de oostelijke vleugel, met een trap en deur, trap naar de etage |
| Gebouw van de Association des Ingénieurs de Montefiore: voorgevel, zijgevel en hekwerk entree |                              |                     |                                                                                | 50° 38' 22" NB, 5° 34' 2" OL  | 62063-CLT-0138-01 Info | |
| Huis: gevel, dak en bekleding |                              |                     | rue Fond-Saint-Servais n°20                                                    | 50° 38' 48" NB, 5° 34' 10" OL | 62063-CLT-0139-01 Info | Huis: gevel, dak en bekleding |
| Huis: gevels, daken en trapenhuis achterzijde, stucwerk open haarden, versierde plafonds van de kamers op straatniveau |                              |                     | rue Hocheporte n°11                                                            | 50° 38' 46" NB, 5° 33' 56" OL | 62063-CLT-0140-01 Info | Huis: gevels, daken en trapenhuis achterzijde, stucwerk open haarden, versierde plafonds van de kamers op straatniveau |
| Gebouw: gevels en daken, waaronder noordgevel van aanbouw |                              |                     | rue Fond-Saint-Servais n°16                                                    | 50° 38' 49" NB, 5° 34' 11" OL | 62063-CLT-0141-01 Info | Gebouw: gevels en daken, waaronder noordgevel van aanbouw |
| Huis: gevel en dak |                              |                     | Bergerue n°4                                                                   | 50° 38' 33" NB, 5° 34' 10" OL | 62063-CLT-0142-01 Info | Huis: gevel en dak |
| Huis: voorgevel en het overhangende dak |                              |                     | rue Renier Poncelet n°6                                                        | 50° 38' 56" NB, 5° 35' 8" OL  | 62063-CLT-0143-01 Info | |
| Huis: voorgevel, achtergevel, dak, bijgebouw loodrecht op de achterkant, kleine binnenplaats en een laag gebouw aan de achterkant, binnenzijde: trap met houten wanden, vloer van de hal, eiken deuren, stucwerk open haarden met een laag hout en gietijzer bogen in de tweede verdieping en de kelder                         |                              |                     | rue Hocheporte n°18                                                            | 50° 38' 47" NB, 5° 33' 56" OL | 62063-CLT-0144-01 Info | Huis: voorgevel, achtergevel, dak, bijgebouw loodrecht op de achterkant, kleine binnenplaats en een laag gebouw aan de achterkant, binnenzijde: trap met houten wanden, vloer van de hal, eiken deuren, stucwerk open haarden met een laag hout en gietijzer bogen in de tweede verdieping en de kelder                         |
| Hôtel de Grady: gevels en daken van hoofdgebouw en aanbouwen |                              |                     | rue Saint-Pierre n°13                                                          | 50° 38' 45" NB, 5° 34' 16" OL | 62063-CLT-0145-01 Info | Hôtel de Grady: gevels en daken van hoofdgebouw en aanbouwen |
| Bepaalde delen van Hôtel de Grady |                              |                     | rue Saint-Pierre n° 13                                                         | 50° 38' 44" NB, 5° 34' 16" OL | 62063-CLT-0146-01 Info | Bepaalde delen van Hôtel de Grady |
| Huis: gevels en daken |                              |                     | boulevard Piercot n°40                                                         | 50° 38' 9" NB, 5° 34' 13" OL  | 62063-CLT-0147-01 Info | Huis: gevels en daken |
| Huis: gevels, daken, binnenplaats |                              |                     | rue Fond-Saint-Servais n°12                                                    | 50° 38' 48" NB, 5° 34' 12" OL | 62063-CLT-0148-01 Info | Huis: gevels, daken, binnenplaats |
| Hôtel de Copis |                              |                     | rue Saint-Etienne n°3                                                          | 50° 38' 37" NB, 5° 34' 28" OL | 62063-CLT-0149-01 Info | Hôtel de Copis |
| Huis |                              |                     | rue Souverain-Pont n°8                                                         | 50° 38' 41" NB, 5° 34' 28" OL | 62063-CLT-0150-01 Info | Huis |
| Cirque d'Hiver, een voormalige manege (dakbedekking en bekleding) |                              |                     | rue Sur-la-Fontaine n°1                                                        | 50° 38' 32" NB, 5° 33' 53" OL | 62063-CLT-0151-01 Info | Cirque d'Hiver, een voormalige manege (dakbedekking en bekleding) |
| Opmerkelijke bomen |                              |                     | boulevard de la Sauvenière en la place Xavier Neujean                          | 50° 38' 35" NB, 5° 33' 59" OL | 62063-CLT-0152-01 Info | Opmerkelijke bomen |
| Huis: gevels en daken |                              |                     | rue des Mineurs n°25                                                           | 50° 38' 47" NB, 5° 34' 34" OL | 62063-CLT-0153-01 Info | Huis: gevels en daken |
| Huis: gevel en dak |                              |                     | rue Simonon n° 4                                                               | 50° 37' 44" NB, 5° 33' 55" OL | 62063-CLT-0154-01 Info | Huis: gevel en dak |
| Huis: gevel en dak |                              |                     | Feronstrée n°12                                                                | 50° 38' 45" NB, 5° 34' 39" OL | 62063-CLT-0155-01 Info | Huis: gevel en dak |
| Oude klooster van Beauregard: gevels en daken van het gebouw uit de 17e eeuw, buitenmuur van de galerie en grafsteen |                              |                     | rue Saint-Gilles n° 171                                                        | 50° 38' 14" NB, 5° 33' 44" OL | 62063-CLT-0156-01 Info | Oude klooster van Beauregard: gevels en daken van het gebouw uit de 17e eeuw, buitenmuur van de galerie en grafsteen |
| Huis: gevel en dak |                              |                     | rue de la Rose 18                                                              | 50° 38' 48" NB, 5° 34' 41" OL | 62063-CLT-0157-01 Info | Huis: gevel en dak |
| Huis: twee straatgevels en totaliteit van het dak |                              |                     | op de hoek van rue En Feronstrée n°s 137-139 en de place Saint-Barthélémy n°3  | 50° 38' 51" NB, 5° 34' 56" OL | 62063-CLT-0158-01 Info | Huis: twee straatgevels en totaliteit van het dak |
| Huis des récollets: hoofdgevel en achtergevel aan de rue des Récollets, daken, trappenhuis uit de 18e eeuw |                              |                     | rue Fosse-aux-Raines n°12                                                      | 50° 38' 28" NB, 5° 35' 2" OL  | 62063-CLT-0159-01 Info | Huis des récollets: hoofdgevel en achtergevel aan de rue des Récollets, daken, trappenhuis uit de 18e eeuw |
| Huis: gevels en daken |                              |                     | rue Saint-Séverin n° 76                                                        | 50° 38' 45" NB, 5° 33' 55" OL | 62063-CLT-0160-01 Info | |
| Huis: gevel en dak |                              |                     | rue Saint-Gilles n°100                                                         | 50° 38' 19" NB, 5° 33' 51" OL | 62063-CLT-0161-01 Info | |
| Huis: gevel en daken |                              |                     | rue de Chêvremont n°55                                                         | 50° 36' 45" NB, 5° 37' 20" OL | 62063-CLT-0162-01 Info | |
| Gebouw: gevels en daken, uitgezonderd schrijnwerk buitenzijde op de begane grond en de hoek van de loggia |                              |                     | rue Puits-en-Sock n°1                                                          | 50° 38' 29" NB, 5° 34' 56" OL | 62063-CLT-0163-01 Info | Gebouw: gevels en daken, uitgezonderd schrijnwerk buitenzijde op de begane grond en de hoek van de loggia |
| Hôtel de maître: hoofdgebouw: straatgevel en achtergevel, puntgevel in hout en dak, entreeportiek, voorgevel en dak van de conciergerie en ondersteunde fontein, bepaalde delen van het interieur: grand salon, petit salon, marmeren open haard in Régence-stijl, een trap op de begane grond en een "bureau" op de verdieping |                              |                     | Mont-Saint-Martin n°54                                                         | 50° 38' 41" NB, 5° 33' 56" OL | 62063-CLT-0164-01 Info | Hôtel de maître: hoofdgebouw: straatgevel en achtergevel, puntgevel in hout en dak, entreeportiek, voorgevel en dak van de conciergerie en ondersteunde fontein, bepaalde delen van het interieur: grand salon, petit salon, marmeren open haard in Régence-stijl, een trap op de begane grond en een "bureau" op de verdieping |
| Brug over de Maas en Ourthe, genaamd Brug van Fragnée en brug van Fétinne, met uitzondering van de delen voor de voertuigen en plein Gramme gelegen aan de samenvloeiing van de Maas en de Ourthe |                              |                     |                                                                                | 50° 37' 16" NB, 5° 34' 50" OL | 62063-CLT-0165-01 Info | |
| Huis: straatgevel en dak |                              |                     | rue du Mont-de-Piété n°3-5                                                     | 50° 38' 50" NB, 5° 35' 4" OL  | 62063-CLT-0166-01 Info | Huis: straatgevel en dak |
| Woonhuis: hoofdgevel en dak, aan achterzijde van n°5 aan rue du Mont-de-Piété en parallel aan het huis aan de straat |                              |                     |                                                                                | 50° 38' 50" NB, 5° 35' 4" OL  | 62063-CLT-0168-01 Info | |
| Huis: voorgevel en dak |                              |                     | rue Volière n° 31                                                              | 50° 38' 51" NB, 5° 34' 19" OL | 62063-CLT-0177-01 Info | Huis: voorgevel en dak |
| Huis: straatgevel, twee gevels aan binnenplaats |                              |                     | rue Volière, n° 47                                                             | 50° 38' 52" NB, 5° 34' 20" OL | 62063-CLT-0178-01 Info | Huis: straatgevel, twee gevels aan binnenplaats |
| Huis |                              |                     | rue Raes de Heers n°4                                                          | 50° 38' 21" NB, 5° 35' 5" OL  | 62063-CLT-0179-01 Info | Huis |
| Hôtel des Postes: gevels en daken, en instelling beschermingszone |                              |                     | rue de la Régence 61, Liège                                                    | 50° 38' 32" NB, 5° 34' 34" OL | 62063-CLT-0181-01 Info | Hôtel des Postes: gevels en daken, en instelling beschermingszone |
| Huis: voorgevel en dak |                              |                     | rue des Anglais n°34                                                           | 50° 38' 50" NB, 5° 34' 8" OL  | 62063-CLT-0182-01 Info | Huis: voorgevel en dak |
| Portaal |                              |                     | rue des Anglais, n°36                                                          | 50° 38' 51" NB, 5° 34' 9" OL  | 62063-CLT-0183-01 Info | Portaal |
| Arvo opening in de gevel van het gebouw en resulteert in een impasse van de Drapers |                              |                     | rue Hors-Château n°62                                                          | 50° 38' 50" NB, 5° 34' 46" OL | 62063-CLT-0184-01 Info | Arvo opening in de gevel van het gebouw en resulteert in een impasse van de Drapers |
| Huis: hoofdgevel |                              |                     | rue Saint-Laurent n°66                                                         | 50° 38' 34" NB, 5° 33' 36" OL | 62063-CLT-0186-01 Info | |
| Serres van de botanische tuin in hun geheel, de gevels en daken van het Institut de pharmacie, gevels en daken van het Institut de botanique en binnen het laboratorium van de plantkunde |                              |                     |                                                                                | 50° 38' 8" NB, 5° 33' 43" OL  | 62063-CLT-0188-01 Info | Serres van de botanische tuin in hun geheel, de gevels en daken van het Institut de pharmacie, gevels en daken van het Institut de botanique en binnen het laboratorium van de plantkunde |
| Botanische tuin |                              |                     | rue Louvrex                                                                    | 50° 38' 2" NB, 5° 33' 40" OL  | 62063-CLT-0190-01 Info | Botanische tuin |
| Totaliteit van de kapel Saint-Augustin van de hôpital de Bavière, waaronder meubilair |                              |                     | rue des Bonnes Villes                                                          | 50° 38' 36" NB, 5° 35' 19" OL | 62063-CLT-0192-01 Info | Totaliteit van de kapel Saint-Augustin van de hôpital de Bavière, waaronder meubilair |
| Kerk van Saint-Sacrement |                              |                     | boulevard d'Avroy n°132                                                        | 50° 38' 7" NB, 5° 34' 2" OL   | 62063-CLT-0194-01 Info | |
| Huis: gevels en daken, met de serre, uitgezonderd aanbouw achterzijde, houten ramen en deuren zowel interne als externe, ijzer- en koperwerk en de ramen, de trap, originele mozaïekvloeren, plafonds van de eetkamer en de serre, schouwen van het atrium, de eetkamer en de oude werkkamer op de eerste verdieping            |                              |                     | Rue de Sélys 17                                                                | 50° 37' 49" NB, 5° 33' 52" OL | 62063-CLT-0196-01 Info | Huis: gevels en daken, met de serre, uitgezonderd aanbouw achterzijde, houten ramen en deuren zowel interne als externe, ijzer- en koperwerk en de ramen, de trap, originele mozaïekvloeren, plafonds van de eetkamer en de serre, schouwen van het atrium, de eetkamer en de oude werkkamer op de eerste verdieping            |
| Huis met uithangbord "Au paradis terrestre": hoofdgevel |                              |                     | rue Gérardrie n° 25                                                            | 50° 38' 39" NB, 5° 34' 27" OL | 62063-CLT-0197-01 Info | Huis met uithangbord "Au paradis terrestre": hoofdgevel |
| Dieren- en plantentuin en Park van Boverie |                              |                     | rue du Parc                                                                    | 50° 37' 51" NB, 5° 34' 27" OL | 62063-CLT-0203-01 Info | Dieren- en plantentuin en Park van Boverie |
| Herenhuis van Quatres tourettes: gevels |                              |                     | rue Saint-Léonard n° 535                                                       | 50° 39' 15" NB, 5° 36' 15" OL | 62063-CLT-0204-01 Info | Herenhuis van Quatres tourettes: gevels |
| Brug van Wandre |                              |                     |                                                                                | 50° 40' 23" NB, 5° 38' 40" OL | 62063-CLT-0205-01 Info | |
| Een deel van 7 à 8 meter van de muur ingebed in gevel uit de 16e eeuw, op de rechteroever van de Maas, in de voorkant van Pont Maghin |                              |                     |                                                                                | 50° 38' 43" NB, 5° 35' 5" OL  | 62063-CLT-0207-01 Info | |
| Site van Péry |                              |                     | rue du Péry                                                                    | 50° 38' 54" NB, 5° 34' 28" OL | 62063-CLT-0208-01 Info | |
| Resterende delen van het voormalige hotel van den Steen |                              |                     | Mont-Saint-Martin n°s 37-39                                                    | 50° 38' 40" NB, 5° 33' 58" OL | 62063-CLT-0210-01 Info | Resterende delen van het voormalige hotel van den Steen |
| Uitbreiding van de classificatie van de site van Péry, met terreinen omvattend tot de rue du Péry en rue Pierreuse, tot de Boulevard de la Citadelle |                              |                     |                                                                                | 50° 39' 3" NB, 5° 34' 30" OL  | 62063-CLT-0213-01 Info | |
| Toren "Rosen" |                              |                     | rue Bovy n°19                                                                  | 50° 37' 28" NB, 5° 34' 9" OL  | 62063-CLT-0214-01 Info | Toren "Rosen" |
| Gebouw Troisfontaines |                              |                     | quai de la Batte n° 1                                                          | 50° 38' 43" NB, 5° 34' 46" OL | 62063-CLT-0217-01 Info | Gebouw Troisfontaines |
| Ensemble van de boerderij Fabry en diens omgeving |                              |                     | rue des Glacis                                                                 | 50° 39' 18" NB, 5° 35' 11" OL | 62063-CLT-0218-01 Info | |
| Huis "Baar-Lecharlier": gevels, daken en bekleding |                              |                     | place Saint-Denis n°3                                                          | 50° 38' 37" NB, 5° 34' 27" OL | 62063-CLT-0219-01 Info | Huis "Baar-Lecharlier": gevels, daken en bekleding |
| Oorlogsmonument van de Eerste Regiment de Ligne, de oude kazerne van de Chartreuse |                              |                     |                                                                                | 50° 37' 58" NB, 5° 35' 48" OL | 62063-CLT-0220-01 Info | |
| Het altaar, het kruis en het monument van Bastion des Fusillés op de site van de kazerne van de Chartreuse en het ensemble van zone A1 van de site van de kazerne van de Chartreuse |                              |                     |                                                                                | 50° 37' 60" NB, 5° 36' 7" OL  | 62063-CLT-0221-01 Info | Het altaar, het kruis en het monument van Bastion des Fusillés op de site van de kazerne van de Chartreuse en het ensemble van zone A1 van de site van de kazerne van de Chartreuse |
| Site van Vieux-Jupille |                              |                     |                                                                                | 50° 38' 47" NB, 5° 37' 52" OL | 62063-CLT-0223-01 Info | |
| Site van Chartreuse, welk deel van de site al is ingedeeld per van 13 januari 1989) en het park van de Oblats |                              |                     |                                                                                | 50° 38' 5" NB, 5° 36' 10" OL  | 62063-CLT-0224-01 Info | Site van Chartreuse, welk deel van de site al is ingedeeld per van 13 januari 1989) en het park van de Oblats |
| Site van het kasteel en park van Kinkempois |                              |                     |                                                                                | 50° 36' 46" NB, 5° 35' 6" OL  | 62063-CLT-0225-01 Info | Site van het kasteel en park van Kinkempois |
| Huis: gevels en daken |                              |                     | rue de la Goffe n°20                                                           | 50° 38' 42" NB, 5° 34' 41" OL | 62063-CLT-0227-01 Info | Huis: gevels en daken |
| Oude delen van de kazerne van pompiers |                              |                     | Montagne de bueren n°2                                                         | 50° 38' 51" NB, 5° 34' 42" OL | 62063-CLT-0228-01 Info | Oude delen van de kazerne van pompiers |
| Vijf atlasceders |                              |                     | chemin des Cèdres en avenue de Gerlache                                        | 50° 36' 54" NB, 5° 34' 16" OL | 62063-CLT-0229-01 Info | |
| Huis |                              |                     | rue Basse-Sauvenière n°27                                                      | 50° 38' 40" NB, 5° 34' 8" OL  | 62063-CLT-0230-01 Info | |
| Purperbeuk en linde |                              |                     | rue Louvrex en rue des Augustins                                               | 50° 38' 11" NB, 5° 33' 50" OL | 62063-CLT-0231-01 Info | |
| Huis: gevel naar de tuin, daken, muurschilderingen op de begane grond, houten panelen van de 18e eeuw, trap |                              |                     | Montagne de Bueren n°41                                                        | 50° 38' 55" NB, 5° 34' 36" OL | 62063-CLT-0234-01 Info | |
| Gebouw Lohest |                              |                     | rue Sainte-Croix n°4                                                           | 50° 38' 45" NB, 5° 34' 13" OL | 62063-CLT-0236-01 Info | Gebouw Lohest |
| Gebouw uit de 16e eeuw, genaamd "Vieille Ferme", de zogenaamde Paix d'Angleur |                              |                     | rue Ovide Decroly n° 59                                                        | 50° 36' 41" NB, 5° 35' 46" OL | 62063-CLT-0238-01 Info | Gebouw uit de 16e eeuw, genaamd "Vieille Ferme", de zogenaamde Paix d'Angleur |
| Huis |                              |                     | rue Fond Saint-Servais n°18                                                    | 50° 38' 48" NB, 5° 34' 10" OL | 62063-CLT-0241-01 Info | Huis |
| Hotel (gevel, dak, houten trap), omliggende muur en portaal |                              |                     | rue Basse-Sauvenière n°47                                                      | 50° 38' 40" NB, 5° 34' 4" OL  | 62063-CLT-0243-01 Info | |
| Huis: gevels en dak |                              |                     | rue Pierreuse, n°7                                                             | 50° 38' 48" NB, 5° 34' 24" OL | 62063-CLT-0244-01 Info | Huis: gevels en dak |
| Kapel Saint-Maur |                              |                     | rue Saint-Maur                                                                 | 50° 37' 11" NB, 5° 34' 0" OL  | 62063-CLT-0245-01 Info | |
| Omringende muur van Payenporte |                              |                     | rue Vivegnis                                                                   | 50° 39' 4" NB, 5° 34' 56" OL  | 62063-CLT-0246-01 Info | |
| Kazematten en putten van de citadel van Luik |                              |                     |                                                                                | 50° 39' 3" NB, 5° 34' 40" OL  | 62063-CLT-0247-01 Info | |
| Huis: straatgevel en daken |                              |                     | place de Bronckart n°1                                                         | 50° 37' 47" NB, 5° 33' 56" OL | 62063-CLT-0249-01 Info | Huis: straatgevel en daken |
| Overblijfselen van bastions en courtines van de oude citadel van Luik |                              |                     |                                                                                | 50° 39' 3" NB, 5° 34' 38" OL  | 62063-CLT-0251-01 Info | Overblijfselen van bastions en courtines van de oude citadel van Luik |
| Huis |                              |                     | rue des Mârets n°s 6-8                                                         | 50° 40' 9" NB, 5° 39' 38" OL  | 62063-CLT-0252-01 Info | |
| Opmerkelijke bomen op de binnenplaats van Institut des Sourds-Muets: a) een plataan, b) een esdoorn, c) een esdoorn, d) een linde, e) een es, f) een beuk, g) een plataan, h) een beuk, i) een es, j) een esdoorn, k) een linde, l) een linde, m) een beuk.                                                                     |                              |                     | rue Monulphe                                                                   | 50° 38' 26" NB, 5° 33' 33" OL | 62063-CLT-0253-01 Info | |
| Huis: gevels en daken, uitgezonderd de puntgevel aan rue Corémolin |                              |                     | rue Sainte-Marguerite n°12-18                                                  | 50° 38' 45" NB, 5° 33' 46" OL | 62063-CLT-0254-01 Info | Huis: gevels en daken, uitgezonderd de puntgevel aan rue Corémolin |
| Huis: gevel en dak |                              |                     | rue Saint-Thomas n°28                                                          | 50° 38' 54" NB, 5° 35' 1" OL  | 62063-CLT-0255-01 Info | |
| Huis: gevel en dak |                              |                     | rue Saint-Thomas n°18                                                          | 50° 38' 53" NB, 5° 35' 2" OL  | 62063-CLT-0256-01 Info | Huis: gevel en dak |
| Huis: gevel en dak |                              |                     | rue des Tanneurs n°39                                                          | 50° 38' 42" NB, 5° 35' 2" OL  | 62063-CLT-0258-01 Info | Huis: gevel en dak |
| Calvarie genaamd "Li vî Bodju", ingebouwd in de muur langs het perceel nr. C 439 |                              |                     | rue Pierreuse                                                                  | 50° 38' 59" NB, 5° 34' 23" OL | 62063-CLT-0259-01 Info | |
| Huis: gevel en dak |                              |                     | rue du Palais n°18                                                             | 50° 38' 48" NB, 5° 34' 32" OL | 62063-CLT-0260-01 Info | Huis: gevel en dak |
| Huis: gevels en daken |                              |                     | rue Agimont n°26                                                               | 50° 38' 47" NB, 5° 33' 59" OL | 62063-CLT-0261-01 Info | Huis: gevels en daken |
| Huis: gevel en dak |                              |                     | rue du Palais n°8                                                              | 50° 38' 48" NB, 5° 34' 33" OL | 62063-CLT-0262-01 Info | Huis: gevel en dak |
| Huis "A l'Anneau d'Or 1754": gevel en dak |                              |                     | rue Donceel n°10                                                               | 50° 38' 33" NB, 5° 34' 27" OL | 62063-CLT-0263-01 Info | Huis "A l'Anneau d'Or 1754": gevel en dak |
| Huis: gevel en dak |                              |                     | rue du Palais n°44                                                             | 50° 38' 48" NB, 5° 34' 29" OL | 62063-CLT-0264-01 Info | Huis: gevel en dak |
| Huis: gevel en dak |                              |                     | rue Hocheporte n°9                                                             | 50° 38' 45" NB, 5° 33' 56" OL | 62063-CLT-0265-01 Info | Huis: gevel en dak |
| Huis: gevel en dak |                              |                     | rue du Palais n°56                                                             | 50° 38' 48" NB, 5° 34' 28" OL | 62063-CLT-0266-01 Info | Huis: gevel en dak |
| Huis: gevel en dak |                              |                     | rue Hocheporte n°24                                                            | 50° 38' 47" NB, 5° 33' 55" OL | 62063-CLT-0267-01 Info | Huis: gevel en dak |
| Stedelijk ensemble van Naimette, Hocheporte en Xhovémont |                              |                     |                                                                                | 50° 38' 58" NB, 5° 33' 42" OL | 62063-CLT-0268-01 Info | |
| Huis: voorgevel en dak |                              |                     | rue Sainte-Marguerite n°247                                                    | 50° 38' 50" NB, 5° 33' 17" OL | 62063-CLT-0269-01 Info | |
| Huis: gevel en dak |                              |                     | rue Sainte-Marguerite n°325                                                    | 50° 38' 52" NB, 5° 33' 8" OL  | 62063-CLT-0270-01 Info | |
| Huis: gevel en dak |                              |                     | rue Sainte-Marguerite n° 110- 112-114                                          | 50° 38' 46" NB, 5° 33' 36" OL | 62063-CLT-0272-01 Info | Huis: gevel en dak |
| Declassificatie van een deel van het îlot Sainte-Croix |                              |                     |                                                                                | 50° 38' 45" NB, 5° 34' 17" OL | 62063-CLT-0273-02 Info | Declassificatie van een deel van het îlot Sainte-Croix |
| Pastorie van de kerk Saint-Jacques: gevels, dak, lounge ingericht met schilderijen, stucwerk in kantoor op de begane grond |                              |                     | place Saint-Jacques n°8                                                        | 50° 38' 16" NB, 5° 34' 10" OL | 62063-CLT-0275-01 Info | Pastorie van de kerk Saint-Jacques: gevels, dak, lounge ingericht met schilderijen, stucwerk in kantoor op de begane grond |
| Boerderij van Vache: gevels, daken en kloostergang |                              |                     | rue Pierreuse n°s 113-115                                                      | 50° 38' 57" NB, 5° 34' 22" OL | 62063-CLT-0276-01 Info | |
| Hotel Clercx: gevels, daken, trap, het gehele interieur volume en de kelders |                              |                     | rue Saint-Paul n°s 27-29-31                                                    | 50° 38' 24" NB, 5° 34' 24" OL | 62063-CLT-0277-01 Info | |
| Place de Bronckart |                              |                     |                                                                                | 50° 37' 47" NB, 5° 33' 52" OL | 62063-CLT-0278-01 Info | Place de Bronckart |
| Grafmonument van docter Jean-Pierre Paul Bovy, op de begraafplaats van Diguette |                              |                     |                                                                                | 50° 36' 34" NB, 5° 36' 13" OL | 62063-CLT-0279-01 Info | |
| Kasteel van Colonster: buitenzijde metselwerk, daken, zolders, interieurs, twee torens in zuidwesten en noordwesten, smeedijzeren hek van de 18e eeuw en pijlers van de vleugel, Leda lounge, bibliotheek en groene salon |                              |                     | rue de Colonster, 45                                                           | 50° 34' 45" NB, 5° 35' 46" OL | 62063-CLT-0280-01 Info | |
| Kloosterboerderij van de kartuizers |                              |                     | thier de la Chartreuse n°s 45-47                                               | 50° 38' 2" NB, 5° 35' 39" OL  | 62063-CLT-0281-01 Info | |
| Huis: voorgevel |                              |                     | rue Fond-Saint-Servais n°24                                                    | 50° 38' 48" NB, 5° 34' 9" OL  | 62063-CLT-0284-01 Info | Huis: voorgevel |
| Site van Bernalmont |                              |                     | rue des Petites Roches                                                         | 50° 39' 43" NB, 5° 36' 29" OL | 62063-CLT-0285-01 Info | |
| Ensemble van het kasteel van Colonster en diens omgeving |                              |                     |                                                                                | 50° 34' 37" NB, 5° 35' 26" OL | 62063-CLT-0286-01 Info | Ensemble van het kasteel van Colonster en diens omgeving |
| Site van Fond-Saint-Servais/Volière |                              |                     |                                                                                | 50° 38' 53" NB, 5° 34' 21" OL | 62063-CLT-0287-01 Info | |
| Kasteel van Fayembois |                              |                     |                                                                                | 50° 37' 52" NB, 5° 38' 30" OL | 62063-CLT-0288-01 Info | |
| Ensemble van het domein van Fayembois en de omliggende terreinen |                              |                     |                                                                                | 50° 37' 56" NB, 5° 38' 3" OL  | 62063-CLT-0291-01 Info | |
| Kerk Notre-Dame |                              |                     | Xhavée, Wandre                                                                 | 50° 39' 42" NB, 5° 39' 50" OL | 62063-CLT-0292-01 Info | Kerk Notre-Dame |
| Huis: gevels, dak en metalen trap van het hoofdgebouw uit de 17e eeuw, herbouwd in de 19e eeuw, en de lindeboom die de binnenplaats siert |                              |                     | rue Bonne Fortune, n°9                                                         | 50° 38' 23" NB, 5° 34' 21" OL | 62063-CLT-0293-01 Info | Huis: gevels, dak en metalen trap van het hoofdgebouw uit de 17e eeuw, herbouwd in de 19e eeuw, en de lindeboom die de binnenplaats siert |
| Place Saint-Paul |                              |                     | Liège                                                                          | 50° 38' 25" NB, 5° 34' 20" OL | 62063-CLT-0294-01 Info | Place Saint-Paul |
| Gebouw: gevel en dak |                              |                     | rue du Palais n°58                                                             | 50° 38' 48" NB, 5° 34' 27" OL | 62063-CLT-0295-01 Info | Gebouw: gevel en dak |
| De achtergevel en het gebouw aangrenzende hoge houten en bakstenen schuur (19e eeuw), de vier traveeën aan de rechter voorkant en het dak van de lage aanbouw en loodrechte aanbouw (18e eeuw) |                              |                     |                                                                                | 50° 38' 48" NB, 5° 34' 27" OL | 62063-CLT-0296-01 Info | De achtergevel en het gebouw aangrenzende hoge houten en bakstenen schuur (19e eeuw), de vier traveeën aan de rechter voorkant en het dak van de lage aanbouw en loodrechte aanbouw (18e eeuw) |
| phaalbrug over het kanaal van de Ourthe en de stenen werken erlangs, naar het dok en het kanaal, en de sluis die toegang geeft tot het kanaal van de Ourthe, twee poorten van steen erlangs |                              |                     | rue Joseph Marcotty                                                            | 50° 37' 9" NB, 5° 34' 54" OL  | 62063-CLT-0298-01 Info | |
| Huis: gevel en dak |                              |                     | rue Sainte-Marguerite n°100                                                    | 50° 38' 45" NB, 5° 33' 37" OL | 62063-CLT-0300-01 Info | Huis: gevel en dak |
| Huis: gevel en dak |                              |                     | rue Grandgagnage n°12                                                          | 50° 38' 19" NB, 5° 33' 44" OL | 62063-CLT-0302-01 Info | Huis: gevel en dak |
| De bomen op het eiland tussen de wegen rue César franck, rue Wazon en rue Monulphe, met uitzondering van twee kersenbomen op de percelen 4 z 2 en 6 i 3 genummerd 5 en 24 en twee hazelaars op het perceel 4 z 2, nummer 6 en 7.                                                                                                |                              |                     | Liège                                                                          | 50° 38' 23" NB, 5° 33' 36" OL | 62063-CLT-0303-01 Info | |
| Huis: gevels en dak |                              |                     | rue Saint-Séverin n° 102                                                       | 50° 38' 44" NB, 5° 33' 53" OL | 62063-CLT-0304-01 Info | Huis: gevels en dak |
| Kasteel van Beaumont, en het ensemble van het kasteel en diens omgeving |                              |                     | rue Côte d'Or n° 293                                                           | 50° 36' 45" NB, 5° 34' 3" OL  | 62063-CLT-0305-01 Info | |
| Hospice, genaamd Balloir Sainte-Barbe: gevels en daken |                              |                     | place Sainte-Barbe n°11                                                        | 50° 38' 43" NB, 5° 35' 7" OL  | 62063-CLT-0306-01 Info | |
| Huis: voorgevel en dak, en een puntgevel uit de 17e eeuw aan rue des Récollets |                              |                     | rue Puits-en-stock n°23                                                        | 50° 38' 27" NB, 5° 34' 58" OL | 62063-CLT-0307-01 Info | Huis: voorgevel en dak, en een puntgevel uit de 17e eeuw aan rue des Récollets |
| Orgels van de kerk Saint-Remacle |                              |                     |                                                                                | 50° 38' 13" NB, 5° 35' 22" OL | 62063-CLT-0310-01 Info | |
| Grand Magasin "le Grand Bazar": voorgevel |                              |                     | place Saint-Lambert n°s 23-25                                                  | 50° 38' 40" NB, 5° 34' 24" OL | 62063-CLT-0311-01 Info | Grand Magasin "le Grand Bazar": voorgevel |
| Gebouw: gevel en dak |                              |                     | rue du Palais 3                                                                | 50° 38' 47" NB, 5° 34' 34" OL | 62063-CLT-0313-01 Info | Gebouw: gevel en dak |
| Huis: gevel, achtergevel op hoek van de straat rue Bonne-Fortune, daken |                              |                     | rue Saint-Paul n°8                                                             | 50° 38' 24" NB, 5° 34' 22" OL | 62063-CLT-0315-01 Info | Huis: gevel, achtergevel op hoek van de straat rue Bonne-Fortune, daken |
| Bepaalde delen van het gebouw |                              |                     | rue Agimont n° 24                                                              | 50° 38' 46" NB, 5° 34' 1" OL  | 62063-CLT-0316-01 Info | Bepaalde delen van het gebouw |
| Athénée Léonie de Waha |                              |                     | boulevard d'Avroy n°96                                                         | 50° 38' 10" NB, 5° 34' 3" OL  | 62063-CLT-0317-01 Info | Athénée Léonie de Waha |
| Huis: straatgevel en dak |                              |                     | rue Souverain-Pont n°15                                                        | 50° 38' 39" NB, 5° 34' 30" OL | 62063-CLT-0318-01 Info | Huis: straatgevel en dak |
| Tweede boog van de Pont des Arches, gebouwd in de elfde eeuw aan de rivier de Maas, gelegen in de kelder van nr. 2 van de impasse du Vieux Pont des Arches |                              |                     |                                                                                | 50° 38' 40" NB, 5° 34' 41" OL | 62063-CLT-0319-01 Info | |
| Huis: straatgevel en dak |                              |                     | rue Souverain-Pont n°10                                                        | 50° 38' 40" NB, 5° 34' 28" OL | 62063-CLT-0321-01 Info | Huis: straatgevel en dak |
| Huis, gebouw "Tchantchès" |                              |                     | rue Grande-Bèche n°35                                                          | 50° 38' 26" NB, 5° 34' 51" OL | 62063-CLT-0322-01 Info | Huis, gebouw "Tchantchès" |
| Orgels van de kerk Saint-François de Sales (gesloopt) |                              |                     |                                                                                | 50° 37' 47" NB, 5° 33' 31" OL | 62063-CLT-0323-01 Info | |
| Gevel en dak van het huis |                              |                     | achter n° 6 van rue Saint-Paul                                                 | 50° 38' 25" NB, 5° 34' 20" OL | 62063-CLT-0324-01 Info | Gevel en dak van het huis |
| Huis: straatgevel en dak |                              |                     | rue Souverain-Pont n°28                                                        | 50° 38' 39" NB, 5° 34' 29" OL | 62063-CLT-0325-01 Info | Huis: straatgevel en dak |
| Gebouw: straatgevel en dak |                              |                     | rue du Souverain-Pont n°24                                                     | 50° 38' 39" NB, 5° 34' 29" OL | 62063-CLT-0326-01 Info | Gebouw: straatgevel en dak |
| Gebouw van de Société Littéraire: gevel en voorzijde dak |                              |                     | place de la République française n°5                                           | 50° 38' 38" NB, 5° 34' 20" OL | 62063-CLT-0327-01 Info | Gebouw van de Société Littéraire: gevel en voorzijde dak |
| Huis: gevel en dak |                              |                     | rue Pont d'Ile n°51                                                            | 50° 38' 32" NB, 5° 34' 16" OL | 62063-CLT-0328-01 Info | Huis: gevel en dak |
| De kamers op de 1e etage aan de voorzijde, de garderobe van de hal en het ensemble van de trap en de lobby van het gebouw van het Société Littéraire (Literair Genootschap) |                              |                     |                                                                                | 50° 38' 37" NB, 5° 34' 20" OL | 62063-CLT-0329-01 Info | De kamers op de 1e etage aan de voorzijde, de garderobe van de hal en het ensemble van de trap en de lobby van het gebouw van het Société Littéraire (Literair Genootschap) |
| Achterzijde van het dak van het gebouw van Société Littéraire |                              |                     |                                                                                | 50° 38' 38" NB, 5° 34' 21" OL | 62063-CLT-0330-01 Info | Achterzijde van het dak van het gebouw van Société Littéraire |
| Huis: gevels en daken |                              |                     | rue Souverain-Pont n°7                                                         | 50° 38' 40" NB, 5° 34' 29" OL | 62063-CLT-0331-01 Info | Huis: gevels en daken |
| Gebouw: straatgevel en dak |                              |                     | rue Souverain-Pont n°12                                                        | 50° 38' 40" NB, 5° 34' 28" OL | 62063-CLT-0332-01 Info | Gebouw: straatgevel en dak |
| Huis: straatgevel en dak |                              |                     | rue Souverain-Pont n°13                                                        | 50° 38' 39" NB, 5° 34' 30" OL | 62063-CLT-0333-01 Info | Huis: straatgevel en dak |
| Huizen: straatgevels en daken |                              |                     | rue Souverain-Pont n°s 9-11 en 11A                                             | 50° 38' 40" NB, 5° 34' 29" OL | 62063-CLT-0335-01 Info | Huizen: straatgevels en daken |
| Arvo |                              |                     | Thier de la Chartreuse                                                         | 50° 38' 1" NB, 5° 35' 40" OL  | 62063-CLT-0337-01 Info | Arvo |
| Orgel Clerinx, oksaal en spreekgestoelte van de kerk Sainte-Catherine |                              |                     |                                                                                | 50° 38' 41" NB, 5° 34' 38" OL | 62063-CLT-0338-01 Info | Orgel Clerinx, oksaal en spreekgestoelte van de kerk Sainte-Catherine |
| Huis: gevels en daken |                              |                     | rue Agimont, n°22                                                              | 50° 38' 46" NB, 5° 34' 1" OL  | 62063-CLT-0340-01 Info | Huis: gevels en daken |
| Gebouw: straatgevel en daken |                              |                     | rue Leopold n°40                                                               | 50° 38' 39" NB, 5° 34' 37" OL | 62063-CLT-0341-01 Info | Gebouw: straatgevel en daken |
| Huis "Au Moriane": gevel en voorzijde dak |                              |                     | En Neuvice n°55                                                                | 50° 38' 41" NB, 5° 34' 39" OL | 62063-CLT-0342-01 Info | Huis "Au Moriane": gevel en voorzijde dak |
| Instelling beschermingszone rond de place Saint-Lambert en omgeving |                              |                     | Liège                                                                          | 50° 38' 52" NB, 5° 34' 23" OL | 62063-CLT-0345-01 Info | Instelling beschermingszone rond de place Saint-Lambert en omgeving |
| Begraafplaats van Robermont |                              |                     | rue de Robermont                                                               | 50° 38' 1" NB, 5° 36' 19" OL  | 62063-CLT-0346-01 Info | Begraafplaats van Robermont |
| Stedelijke site van rue Bonne Fortune |                              |                     |                                                                                | 50° 38' 25" NB, 5° 34' 20" OL | 62063-CLT-0347-01 Info | Stedelijke site van rue Bonne Fortune |
| Oude delen van de kerk van het Karmelietenklooster van Cornillon: apsis, twee traveeën van het koor, toren en kapel |                              |                     | rue de Robermont n°2                                                           | 50° 38' 7" NB, 5° 35' 33" OL  | 62063-CLT-0348-01 Info | |
| Hôtel "Brahy": gevel en dak |                              |                     | En Feronstrée n°132                                                            | 50° 38' 50" NB, 5° 35' 1" OL  | 62063-CLT-0349-01 Info | Hôtel "Brahy": gevel en dak |
| Straatgevel en dak, de promenade op de begane grond, het trappenhuis en het auditorium van de société libre d'Emulation, instelling beschermingszone rondom het place du XX Août en de gevels van de gebouwen die er aan grenzen                                                                                                |                              |                     | Place du XX Août 16                                                            | 50° 38' 26" NB, 5° 34' 29" OL | 62063-CLT-0350-01 Info | Straatgevel en dak, de promenade op de begane grond, het trappenhuis en het auditorium van de société libre d'Emulation, instelling beschermingszone rondom het place du XX Août en de gevels van de gebouwen die er aan grenzen                                                                                                |
| Seminariekerk, voorheen van de premonstratenzer |                              |                     |                                                                                | 50° 38' 14" NB, 5° 34' 26" OL | 62063-CLT-0351-01 Info | Seminariekerk, voorheen van de premonstratenzer |
| Gebouwen en instelling beschermingszone |                              |                     | rue Raikem n°s 3, 5, 9, 11, 13, 15, 17, 19, 21, 6, 8, 10, 12, 14, 16, 18 en 20 | 50° 37' 51" NB, 5° 34' 13" OL | 62063-CLT-0352-01 Info | |
| Site van Favechamps bestaand uit een hoogstamboomgaard en een bosrijk terrein |                              |                     |                                                                                | 50° 38' 58" NB, 5° 34' 10" OL | 62063-CLT-0353-01 Info | Site van Favechamps bestaand uit een hoogstamboomgaard en een bosrijk terrein |
| Tour cybernétique en de fysieke componenten en realisatie lichtenspel "Formes et lumières" |                              |                     |                                                                                | 50° 37' 44" NB, 5° 34' 30" OL | 62063-CLT-0354-01 Info | Tour cybernétique en de fysieke componenten en realisatie lichtenspel "Formes et lumières" |
| Gebouwen: hoofdgevel en dak, instelling beschermingszone |                              |                     | rue d'Artois 42 en 44                                                          | 50° 37' 39" NB, 5° 33' 59" OL | 62063-CLT-0355-01 Info | Gebouwen: hoofdgevel en dak, instelling beschermingszone |
| Huis van de Kapelaan |                              |                     | Jupille-sur-Meuse                                                              | 50° 38' 49" NB, 5° 37' 58" OL | 62063-CLT-0356-01 Info | |
| Kerk Saint-Pierre |                              |                     | Chênée                                                                         | 50° 36' 40" NB, 5° 37' 10" OL | 62063-CLT-0357-01 Info | |
| De gewelfde kelders |                              |                     | rue Saint-Hubert 45                                                            | 50° 38' 42" NB, 5° 34' 8" OL  | 62063-CLT-0358-01 Info | |
| Villa l'Aube van Gustave Serrurier - Bovy en het tuinhek, instelling beschermingszone |                              |                     | avenue de Cointe n°2                                                           | 50° 36' 59" NB, 5° 33' 50" OL | 62063-CLT-0360-01 Info | |
| Ensemble van de pastorie, de kerk en de omliggende terreinen |                              |                     | Chênée                                                                         | 50° 36' 39" NB, 5° 37' 11" OL | 62063-CLT-0361-01 Info | |
| Koninklijk Theater (uitgezonderd meubilair, technische ruimtes, vloeren, wanden en omsluitende muren van de ruimte en de loges) en het monument Grétry (met uitzondering van bloemen en sluiting). Instelling beschermingszone beperkt door de voorgevel van het theater en het kleine park rondom het monument Grétry          |                              |                     |                                                                                | 50° 38' 36" NB, 5° 34' 13" OL | 62063-CLT-0362-01 Info | Koninklijk Theater (uitgezonderd meubilair, technische ruimtes, vloeren, wanden en omsluitende muren van de ruimte en de loges) en het monument Grétry (met uitzondering van bloemen en sluiting). Instelling beschermingszone beperkt door de voorgevel van het theater en het kleine park rondom het monument Grétry          |
| Beschermingszone rondom kerk Saint-Pierre |                              |                     | Chênée                                                                         | 50° 36' 41" NB, 5° 37' 11" OL | 62063-CLT-0363-01 Info | Beschermingszone rondom kerk Saint-Pierre |
| De beker van löss ('La coupe de Loess') |                              |                     | Rocourt                                                                        | 50° 40' 5" NB, 5° 33' 43" OL  | 62063-CLT-0364-01 Info | |
| Pastorie van de kerk Saint-Pierre |                              |                     | Chenée                                                                         | 50° 36' 39" NB, 5° 37' 9" OL  | 62063-CLT-0365-01 Info | |
| Huis: inclusief de middeleeuwse kelder |                              |                     | rue Pierreuse n°8, rue Pierreuse n°10 en 12                                    | 50° 38' 48" NB, 5° 34' 25" OL | 62063-CLT-0368-01 Info | Huis: inclusief de middeleeuwse kelder |
| Purperbeuk |                              |                     | rue des Rivageois n°6                                                          | 50° 37' 26" NB, 5° 34' 27" OL | 62063-CLT-0369-01 Info | |
| Geboortehuis van Eugène Ysaye: gevel en dak |                              |                     | rue Sainte-Marguerite n°231                                                    | 50° 38' 50" NB, 5° 33' 19" OL | 62063-CLT-0372-01 Info | |
| Totaliteit van de kapel van hôpital Sainte-Agathe |                              |                     | rue Saint-Laurent                                                              | 50° 38' 35" NB, 5° 33' 37" OL | 62063-CLT-0381-01 Info | |
| hôpital Sainte-Agathe: gevels en daken van een deel van het klooster |                              |                     | rue Saint-Laurent                                                              | 50° 38' 36" NB, 5° 33' 37" OL | 62063-CLT-0382-01 Info | |
| Oude brasserie uit de 18e eeuw en de lege fles van het klooster van Frères Cellites |                              |                     |                                                                                | 50° 38' 52" NB, 5° 34' 14" OL | 62063-CLT-0384-01 Info | Oude brasserie uit de 18e eeuw en de lege fles van het klooster van Frères Cellites |
| Totaliteit van het gebouw |                              |                     | place Emile Dupon, n°9                                                         | 50° 38' 11" NB, 5° 34' 16" OL | 62063-CLT-0387-01 Info | Totaliteit van het gebouw |
| Ensemble van Mont-Saint-Martin |                              |                     |                                                                                | 50° 38' 44" NB, 5° 34' 10" OL | 62063-CLT-0388-01 Info | Ensemble van Mont-Saint-Martin |
| Declassificatie van de kerk Saint-Etienne. Het waardevolle meubilair van de kerk geclassificeerd bij Koninklijk Besluit van 7 juli 1976, wordt neergelegd in het Museum van Religieuze en Maaslandse kunst |                              |                     |                                                                                | 50° 38' 50" NB, 5° 34' 37" OL | 62063-CLT-0389-02 Info | |
| Kerk Saint-Servais |                              |                     |                                                                                | 50° 38' 49" NB, 5° 34' 15" OL | 62063-CLT-0391-01 Info | Kerk Saint-Servais |
| Gebouw: gevel |                              |                     | rue Hors-Château n°7                                                           | 50° 38' 53" NB, 5° 34' 55" OL | 62063-CLT-0408-01 Info | Gebouw: gevel |
| Kerk van de Redemptoristen |                              |                     |                                                                                | 50° 38' 51" NB, 5° 34' 45" OL | 62063-CLT-0409-01 Info | Kerk van de Redemptoristen |
| Es |                              |                     | rue du Vieux Chêne                                                             | 50° 34' 0" NB, 5° 33' 6" OL   | 62063-CLT-0410-01 Info | |
| Kasteel Nagelmackers: gevels en daken |                              |                     | rue Vaudrée n°49, Angleur                                                      | 50° 36' 44" NB, 5° 35' 49" OL | 62063-CLT-0412-01 Info | Kasteel Nagelmackers: gevels en daken |
| hotel, tegenwoordig musée d'Ansembourg | 1738-41 Johann Joseph Couven |                     | En Féronstrée n°114                                                            | 50° 38' 49" NB, 5° 34' 56" OL | 62063-CLT-0413-01 Info | hotel, tegenwoordig musée d'Ansembourg |
| Gebouw: constructie aan straatzijde en diens noordelijke aanbouw uit de 18e eeuw, met uitzondering van de vleugels uit de 20e eeuw |                              |                     | rue Bonne Fortune n°13                                                         | 50° 38' 23" NB, 5° 34' 19" OL | 62063-CLT-0414-01 Info | Gebouw: constructie aan straatzijde en diens noordelijke aanbouw uit de 18e eeuw, met uitzondering van de vleugels uit de 20e eeuw |
| Gebouwen |                              |                     | rue Delfosse n°s 9, 11 en 13                                                   | 50° 38' 54" NB, 5° 34' 57" OL | 62063-CLT-0415-01 Info | Gebouwen |
| Huis: gevels en dak |                              |                     | rue Puits-en-Sock 29                                                           | 50° 38' 27" NB, 5° 34' 59" OL | 62063-CLT-0416-01 Info | Huis: gevels en dak |
| Bepaalde delen van het Centre Hospitalier Universitaire du Sart-Tilman |                              |                     |                                                                                | 50° 34' 21" NB, 5° 34' 2" OL  | 62063-CLT-0417-01 Info | |
| Totaliteit van de synagoge |                              |                     | rue Léon Frédéricq 19                                                          | 50° 38' 1" NB, 5° 34' 34" OL  | 62063-CLT-0421-01 Info | |
| Bepaalde delen van de thermaalbaden van Sauvenière |                              |                     | boulevard de la Sauvenière 33/35                                               | 50° 38' 37" NB, 5° 34' 5" OL  | 62063-CLT-0422-01 Info | Bepaalde delen van de thermaalbaden van Sauvenière |
| Ensemble van de Académie Grétry - voormalige kraamkliniek Bavière, inclusief de gevels en daken van sommige gebouwen, de ramen in de stijl "Art Nouveau", de mozaïekvloeren van de vleugel aan de straat en kelder |                              |                     | boulevard de la Constitution 81, Liège                                         | 50° 38' 40" NB, 5° 35' 22" OL | 62063-CLT-0424-01 Info | Ensemble van de Académie Grétry - voormalige kraamkliniek Bavière, inclusief de gevels en daken van sommige gebouwen, de ramen in de stijl "Art Nouveau", de mozaïekvloeren van de vleugel aan de straat en kelder |
| Bepaalde van théâtre du Trocadéro: de straatgevel behalve op de begane grond, het hele dak, waaronder de stalen bekleding, en het theater, met uitzondering van de zetels |                              |                     | rue Lulay des Fèbvres 6, Liège                                                 | 50° 38' 32" NB, 5° 34' 18" OL | 62063-CLT-0425-01 Info | Bepaalde van théâtre du Trocadéro: de straatgevel behalve op de begane grond, het hele dak, waaronder de stalen bekleding, en het theater, met uitzondering van de zetels |
| Totaliteit van Maison Rassenfosse |                              |                     | rue Saint-Gilles 366                                                           | 50° 38' 8" NB, 5° 33' 24" OL  | 62063-CLT-0426-01 Info | |
| Delen van het gebouw, te weten: de gevels en daken noord en zuid, de fontein in de noordelijke binnenplaats, keerwanden en terrasvormige tuinen, het zuidterras en diens arcades en gevels en daken van de canonieke huis in het zuiden.                                                                                        |                              |                     | Mont-Saint-Martin 21-23, Liège                                                 | 50° 38' 41" NB, 5° 34' 1" OL  | 62063-CLT-0427-01 Info | Delen van het gebouw, te weten: de gevels en daken noord en zuid, de fontein in de noordelijke binnenplaats, keerwanden en terrasvormige tuinen, het zuidterras en diens arcades en gevels en daken van de canonieke huis in het zuiden.                                                                                        |
| De onderdelen van het gebouw Balloir nog niet ingedeeld in opdracht van 19 april 1989, de gevels en daken gezien van binnen en buiten de hele site en gelegen tussen place et quai Sainte-Barbe, rue Gravioule en rue Adolphe Maréchal, en het gewelf geschilderd door Jean-Pierre Pincemin.                                    |                              |                     |                                                                                | 50° 38' 43" NB, 5° 35' 7" OL  | 62063-CLT-0428-01 Info | |
| Het orgel Pereboom van de Kerk van het Heilig Geloof |                              |                     | rue Commandant Marchand en rue Saint-Léonard, Liège                            | 50° 39' 5" NB, 5° 35' 56" OL  | 62063-CLT-0429-01 Info | |
| De geallieerde monument, met uitzondering van de liften, evenals de regionale kerk van het Heilig Hart en de Onze-Lieve-Vrouw van Lourdes, Cointe. Oprichting van een beschermingszone in een gebied met de nabijheid van de twee monumenten                                                                                    |                              |                     |                                                                                | 50° 37' 11" NB, 5° 34' 6" OL  | 62063-CLT-0430-01 Info | De geallieerde monument, met uitzondering van de liften, evenals de regionale kerk van het Heilig Hart en de Onze-Lieve-Vrouw van Lourdes, Cointe. Oprichting van een beschermingszone in een gebied met de nabijheid van de twee monumenten                                                                                    |
| Gebouw: gevel |                              |                     | place du Marché n°4                                                            | 50° 38' 44" NB, 5° 34' 33" OL | 62063-CLT-0431-01 Info | Gebouw: gevel |
| Gebouw: gevel |                              |                     | place du Marché n°6                                                            | 50° 38' 44" NB, 5° 34' 34" OL | 62063-CLT-0432-01 Info | Gebouw: gevel |
| Gebouw: gevel |                              |                     | place du Marché n°8                                                            | 50° 38' 44" NB, 5° 34' 34" OL | 62063-CLT-0433-01 Info | Gebouw: gevel |
| Gebouw: gevel |                              |                     | place du Marché n°10                                                           | 50° 38' 44" NB, 5° 34' 34" OL | 62063-CLT-0434-01 Info | Gebouw: gevel |
| Gebouw: gevel |                              |                     | place du Marché n°12                                                           | 50° 38' 44" NB, 5° 34' 34" OL | 62063-CLT-0435-01 Info | Gebouw: gevel |
| Gebouw: gevel |                              |                     | place du Marché n°14                                                           | 50° 38' 44" NB, 5° 34' 34" OL | 62063-CLT-0436-01 Info | Gebouw: gevel |
| Gebouw: gevel |                              |                     | place du Marché n°16                                                           | 50° 38' 44" NB, 5° 34' 35" OL | 62063-CLT-0437-01 Info | Gebouw: gevel |
| Gebouw: gevel |                              |                     | place du Marché n°18                                                           | 50° 38' 44" NB, 5° 34' 35" OL | 62063-CLT-0438-01 Info | Gebouw: gevel |
| Gebouw: gevel |                              |                     | place du Marché n°20                                                           | 50° 38' 44" NB, 5° 34' 35" OL | 62063-CLT-0439-01 Info | Gebouw: gevel |
| Gebouw: gevel |                              |                     | place du Marché n°22                                                           | 50° 38' 44" NB, 5° 34' 36" OL | 62063-CLT-0440-01 Info | Gebouw: gevel |
| Gebouw: gevel |                              |                     | place du Marché n°24                                                           | 50° 38' 45" NB, 5° 34' 36" OL | 62063-CLT-0441-01 Info | Gebouw: gevel |
| Gebouw: gevel |                              |                     | place du Marché n°26                                                           | 50° 38' 45" NB, 5° 34' 36" OL | 62063-CLT-0442-01 Info | Gebouw: gevel |
| Gebouw: gevel |                              |                     | place du Marché n°28                                                           | 50° 38' 45" NB, 5° 34' 36" OL | 62063-CLT-0443-01 Info | Gebouw: gevel |
| Gebouw: gevel |                              |                     | place du Marché n°30                                                           | 50° 38' 45" NB, 5° 34' 36" OL | 62063-CLT-0444-01 Info | Gebouw: gevel |
| Gebouw: gevel |                              |                     | place du Marché n°32                                                           | 50° 38' 45" NB, 5° 34' 36" OL | 62063-CLT-0445-01 Info | Gebouw: gevel |
| Gebouw: gevel |                              |                     | place du Marché n°34                                                           | 50° 38' 45" NB, 5° 34' 37" OL | 62063-CLT-0446-01 Info | Gebouw: gevel |
| Gebouw: gevel |                              |                     | place du Marché n°5                                                            | 50° 38' 45" NB, 5° 34' 31" OL | 62063-CLT-0447-01 Info | Gebouw: gevel |
| Gebouw: gevel |                              |                     | place du Marché n°7                                                            | 50° 38' 45" NB, 5° 34' 31" OL | 62063-CLT-0448-01 Info | Gebouw: gevel |
| Gebouw: gevel |                              |                     | place du Marché n°9                                                            | 50° 38' 45" NB, 5° 34' 32" OL | 62063-CLT-0449-01 Info | Gebouw: gevel |
| Gebouw: gevel |                              |                     | place du Marché n°11                                                           | 50° 38' 45" NB, 5° 34' 32" OL | 62063-CLT-0450-01 Info | Gebouw: gevel |
| Gebouw: gevel |                              |                     | place du Marché n°13                                                           | 50° 38' 45" NB, 5° 34' 32" OL | 62063-CLT-0451-01 Info | Gebouw: gevel |
| Gebouw: gevel |                              |                     | place du Marché n°15                                                           | 50° 38' 45" NB, 5° 34' 32" OL | 62063-CLT-0452-01 Info | Gebouw: gevel |
| Gebouw: gevel |                              |                     | place du Marché n°17                                                           | 50° 38' 45" NB, 5° 34' 32" OL | 62063-CLT-0453-01 Info | Gebouw: gevel |
| Gebouw: gevel |                              |                     | place du Marché n°19                                                           | 50° 38' 45" NB, 5° 34' 32" OL | 62063-CLT-0454-01 Info | Gebouw: gevel |
| Gebouw: gevel |                              |                     | place du Marché n°21                                                           | 50° 38' 45" NB, 5° 34' 33" OL | 62063-CLT-0455-01 Info | Gebouw: gevel |
| Gebouw: gevel |                              |                     | place du Marché n°23                                                           | 50° 38' 45" NB, 5° 34' 33" OL | 62063-CLT-0456-01 Info | Gebouw: gevel |
| Gebouw: gevel |                              |                     | place du Marché n°25                                                           | 50° 38' 45" NB, 5° 34' 33" OL | 62063-CLT-0457-01 Info | Gebouw: gevel |
| Gebouw: gevel |                              |                     | place du Marché n°27                                                           | 50° 38' 45" NB, 5° 34' 33" OL | 62063-CLT-0458-01 Info | Gebouw: gevel |
| Gebouw: gevel |                              |                     | place du Marché n°29                                                           | 50° 38' 45" NB, 5° 34' 33" OL | 62063-CLT-0459-01 Info | Gebouw: gevel |
| Gebouw: gevel |                              |                     | place du Marché n°31                                                           | 50° 38' 45" NB, 5° 34' 34" OL | 62063-CLT-0460-01 Info | Gebouw: gevel |
| Gebouw: gevel |                              |                     | place du Marché n°33                                                           | 50° 38' 45" NB, 5° 34' 34" OL | 62063-CLT-0461-01 Info | Gebouw: gevel |
| Gebouw: gevel |                              |                     | place du Marché n°35                                                           | 50° 38' 45" NB, 5° 34' 34" OL | 62063-CLT-0462-01 Info | Gebouw: gevel |
| Gebouw: gevel |                              |                     | place du Marché n°37                                                           | 50° 38' 45" NB, 5° 34' 35" OL | 62063-CLT-0463-01 Info | Gebouw: gevel |
| Gebouw: gevel |                              |                     | place du Marché n°39                                                           | 50° 38' 45" NB, 5° 34' 35" OL | 62063-CLT-0464-01 Info | Gebouw: gevel |
| Gebouw: gevel |                              |                     | place du Marché n°41                                                           | 50° 38' 45" NB, 5° 34' 35" OL | 62063-CLT-0465-01 Info | Gebouw: gevel |
| Gebouw: gevel |                              |                     | place du Marché n°43                                                           | 50° 38' 45" NB, 5° 34' 35" OL | 62063-CLT-0466-01 Info | Gebouw: gevel |
| Gebouw: gevel |                              |                     | place du Marché n°45                                                           | 50° 38' 45" NB, 5° 34' 35" OL | 62063-CLT-0467-01 Info | Gebouw: gevel |
| Gebouw: gevel |                              |                     | place du Marché n°47-49                                                        | 50° 38' 46" NB, 5° 34' 36" OL | 62063-CLT-0468-01 Info | Gebouw: gevel |
| Gebouw: gevel |                              |                     | rue de Bex n°1                                                                 | 50° 38' 43" NB, 5° 34' 31" OL | 62063-CLT-0469-01 Info | Gebouw: gevel |
| Gebouw: gevel |                              |                     | rue de Bex n°3                                                                 | 50° 38' 43" NB, 5° 34' 31" OL | 62063-CLT-0470-01 Info | Gebouw: gevel |
| Gebouw: gevel |                              |                     | rue de Bex n°5                                                                 | 50° 38' 43" NB, 5° 34' 30" OL | 62063-CLT-0471-01 Info | Gebouw: gevel |
| Gebouw: gevel |                              |                     | rue de Bex n°7                                                                 | 50° 38' 43" NB, 5° 34' 30" OL | 62063-CLT-0472-01 Info | Gebouw: gevel |
| Gebouw: gevel |                              |                     | rue de Bex n°9                                                                 | 50° 38' 43" NB, 5° 34' 30" OL | 62063-CLT-0473-01 Info | Gebouw: gevel |
| Gebouw: gevel |                              |                     | rue de Bex n°11                                                                | 50° 38' 43" NB, 5° 34' 30" OL | 62063-CLT-0474-01 Info | Gebouw: gevel |
| Gebouw: gevel |                              |                     | rue de Bex n°13                                                                | 50° 38' 43" NB, 5° 34' 29" OL | 62063-CLT-0475-01 Info | Gebouw: gevel |
| Gebouw: gevel |                              |                     | rue de Bex n°15                                                                | 50° 38' 43" NB, 5° 34' 29" OL | 62063-CLT-0476-01 Info | Gebouw: gevel |
| Gebouw: gevel |                              |                     | rue des Mineurs n°2                                                            | 50° 38' 46" NB, 5° 34' 37" OL | 62063-CLT-0477-01 Info | Gebouw: gevel |
| Gebouw: gevel |                              |                     | rue des Mineurs n°4                                                            | 50° 38' 46" NB, 5° 34' 37" OL | 62063-CLT-0478-01 Info | Gebouw: gevel |
| Gebouw: gevel |                              |                     | rue des Mineurs n°6                                                            | 50° 38' 46" NB, 5° 34' 37" OL | 62063-CLT-0479-01 Info | Gebouw: gevel |
| Gebouw: gevel |                              | rue des Mineurs n°1 |                                                                                | 50° 38' 45" NB, 5° 34' 37" OL | 62063-CLT-0480-01 Info | Gebouw: gevel |
| Gebouw: gevel |                              | rue des Mineurs n°2 |                                                                                | 50° 38' 45" NB, 5° 34' 38" OL | 62063-CLT-0481-01 Info | Gebouw: gevel |
| Huis uit de 16e eeuw genaamd "Au Seigneur d'Amay" |                              |                     | rue d'Amay n°12                                                                | 50° 38' 28" NB, 5° 34' 11" OL | 62063-CLT-0482-01 Info | Huis uit de 16e eeuw genaamd "Au Seigneur d'Amay" |
| Huis: gevels en daken |                              |                     | boulevard Piercot n°42                                                         | 50° 38' 9" NB, 5° 34' 11" OL  | 62063-CLT-0483-01 Info | Huis: gevels en daken |
| Huis: gevels en daken |                              |                     | boulevard Piercot n°44                                                         | 50° 38' 9" NB, 5° 34' 11" OL  | 62063-CLT-0484-01 Info | Huis: gevels en daken |
| Huis: gevels en daken |                              |                     | boulevard Piercot n°46                                                         | 50° 38' 9" NB, 5° 34' 10" OL  | 62063-CLT-0485-01 Info | Huis: gevels en daken |
| Huis: gevels en daken |                              |                     | rue E. Ysaye n°14                                                              | 50° 38' 9" NB, 5° 34' 13" OL  | 62063-CLT-0486-01 Info | |
| Huis: straatgevel en dak |                              |                     | rue du Mont-de-Piété n°7                                                       | 50° 38' 50" NB, 5° 35' 4" OL  | 62063-CLT-0487-01 Info | Huis: straatgevel en dak |
| Huis: straatgevel en dak |                              |                     | rue du Mont-de-Piété n°9                                                       | 50° 38' 50" NB, 5° 35' 4" OL  | 62063-CLT-0488-01 Info | Huis: straatgevel en dak |
| Huis: straatgevel en dak |                              |                     | rue du Mont-de-Piété n°11                                                      | 50° 38' 50" NB, 5° 35' 4" OL  | 62063-CLT-0489-01 Info | Huis: straatgevel en dak |
| Huis: straatgevel en dak |                              |                     | rue du Mont-de-Piété n°13                                                      | 50° 38' 50" NB, 5° 35' 4" OL  | 62063-CLT-0490-01 Info | Huis: straatgevel en dak |
| Huis: straatgevel en dak |                              |                     | rue du Mont-de-Piété n°15                                                      | 50° 38' 50" NB, 5° 35' 4" OL  | 62063-CLT-0491-01 Info | Huis: straatgevel en dak |
| Huis: straatgevel en dak |                              |                     | rue du Mont-de-Piété n°17                                                      | 50° 38' 50" NB, 5° 35' 4" OL  | 62063-CLT-0492-01 Info | Huis: straatgevel en dak |
| Huis: straatgevel en dak |                              |                     | rue du Mont-de-Piété n°19                                                      | 50° 38' 49" NB, 5° 35' 4" OL  | 62063-CLT-0493-01 Info | Huis: straatgevel en dak |
| Huis: straatgevel en daken |                              |                     | place de Bronckart n°3                                                         | 50° 37' 48" NB, 5° 33' 58" OL | 62063-CLT-0494-01 Info | Huis: straatgevel en daken |
| Huis: straatgevel en daken |                              |                     | place de Bronckart n°5                                                         | 50° 37' 48" NB, 5° 33' 58" OL | 62063-CLT-0495-01 Info | Huis: straatgevel en daken |
| Huis: straatgevel en daken |                              |                     | place de Bronckart n°7                                                         | 50° 37' 47" NB, 5° 33' 59" OL | 62063-CLT-0496-01 Info | Huis: straatgevel en daken |
| Huis: straatgevel en daken |                              |                     | place de Bronckart n°9                                                         | 50° 37' 47" NB, 5° 33' 59" OL | 62063-CLT-0497-01 Info | Huis: straatgevel en daken |
| Huis: straatgevel en daken |                              |                     | place de Bronckart n°11                                                        | 50° 37' 47" NB, 5° 33' 59" OL | 62063-CLT-0498-01 Info | Huis: straatgevel en daken |
| Huis: straatgevel en daken |                              |                     | place de Bronckart n°13                                                        | 50° 37' 46" NB, 5° 33' 59" OL | 62063-CLT-0499-01 Info | Huis: straatgevel en daken |
| Huis: straatgevel en daken |                              |                     | place de Bronckart n°15                                                        | 50° 37' 46" NB, 5° 33' 59" OL | 62063-CLT-0500-01 Info | Huis: straatgevel en daken |
| Huis: straatgevel en daken |                              |                     | place de Bronckart n°17                                                        | 50° 37' 46" NB, 5° 33' 60" OL | 62063-CLT-0501-01 Info | Huis: straatgevel en daken |
| Huis: straatgevel en daken |                              |                     | place de Bronckart n°19                                                        | 50° 37' 46" NB, 5° 33' 60" OL | 62063-CLT-0502-01 Info | Huis: straatgevel en daken |
| Huis: straatgevel en daken |                              |                     | place de Bronckart n°21                                                        | 50° 37' 45" NB, 5° 33' 59" OL | 62063-CLT-0503-01 Info | Huis: straatgevel en daken |
| Huis: straatgevel en daken |                              |                     | place de Bronckart n°23                                                        | 50° 37' 45" NB, 5° 33' 59" OL | 62063-CLT-0504-01 Info | Huis: straatgevel en daken |
| Huis: straatgevel en daken |                              |                     | place de Bronckart n°25                                                        | 50° 37' 45" NB, 5° 33' 59" OL | 62063-CLT-0505-01 Info | Huis: straatgevel en daken |
| Huis: straatgevel en daken |                              |                     | place de Bronckart n°27                                                        | 50° 37' 45" NB, 5° 33' 58" OL | 62063-CLT-0506-01 Info | Huis: straatgevel en daken |
| Huis: straatgevel en daken |                              |                     | place de Bronckart n°2                                                         | 50° 37' 47" NB, 5° 33' 56" OL | 62063-CLT-0507-01 Info | Huis: straatgevel en daken |
| Huis: straatgevel en daken |                              |                     | place de Bronckart n°4                                                         | 50° 37' 47" NB, 5° 33' 55" OL | 62063-CLT-0508-01 Info | Huis: straatgevel en daken |
| Huis: straatgevel en daken |                              |                     | place de Bronckart n°6                                                         | 50° 37' 47" NB, 5° 33' 55" OL | 62063-CLT-0509-01 Info | Huis: straatgevel en daken |
| Huis: straatgevel en daken |                              |                     | place de Bronckart n°8                                                         | 50° 37' 47" NB, 5° 33' 54" OL | 62063-CLT-0510-01 Info | Huis: straatgevel en daken |
| Huis: straatgevel en daken |                              |                     | place de Bronckart n°10                                                        | 50° 37' 46" NB, 5° 33' 54" OL | 62063-CLT-0511-01 Info | Huis: straatgevel en daken |
| Huis: straatgevel en daken |                              |                     | place de Bronckart n°12                                                        | 50° 37' 46" NB, 5° 33' 54" OL | 62063-CLT-0512-01 Info | Huis: straatgevel en daken |
| Huis: straatgevel en daken |                              |                     | place de Bronckart n°14                                                        | 50° 37' 46" NB, 5° 33' 55" OL | 62063-CLT-0513-01 Info | Huis: straatgevel en daken |
| Huis: straatgevel en daken |                              |                     | place de Bronckart n°16                                                        | 50° 37' 45" NB, 5° 33' 55" OL | 62063-CLT-0514-01 Info | Huis: straatgevel en daken |
| Huis: straatgevel en daken |                              |                     | place de Bronckart n°18                                                        | 50° 37' 45" NB, 5° 33' 55" OL | 62063-CLT-0515-01 Info | Huis: straatgevel en daken |
| Huis: straatgevel en daken |                              |                     | place de Bronckart n°20                                                        | 50° 37' 45" NB, 5° 33' 55" OL | 62063-CLT-0516-01 Info | Huis: straatgevel en daken |
| Huis: straatgevel en daken |                              |                     | place de Bronckart n°22                                                        | 50° 37' 44" NB, 5° 33' 56" OL | 62063-CLT-0517-01 Info | Huis: straatgevel en daken |
| Huis: straatgevel en daken |                              |                     | place de Bronckart n°24                                                        | 50° 37' 44" NB, 5° 33' 56" OL | 62063-CLT-0518-01 Info | Huis: straatgevel en daken |
| Huis: straatgevel en daken |                              |                     | place de Bronckart n°26                                                        | 50° 37' 44" NB, 5° 33' 57" OL | 62063-CLT-0519-01 Info | Huis: straatgevel en daken |
| Huis: straatgevel en daken |                              |                     | rue de Chestret n°1-3                                                          | 50° 37' 47" NB, 5° 33' 54" OL | 62063-CLT-0520-01 Info | Huis: straatgevel en daken |
| Huis: straatgevel en daken |                              |                     | rue Dartois n°1                                                                | 50° 37' 44" NB, 5° 33' 58" OL | 62063-CLT-0521-01 Info | Huis: straatgevel en daken |
| Huis: straatgevel en daken |                              |                     | rue Dartois n°2                                                                | 50° 37' 44" NB, 5° 33' 57" OL | 62063-CLT-0522-01 Info | Huis: straatgevel en daken |
| Huis: straatgevel en daken |                              |                     | rue Fabry n°44                                                                 | 50° 37' 48" NB, 5° 33' 56" OL | 62063-CLT-0523-01 Info | Huis: straatgevel en daken |
| Huis: straatgevel en daken |                              |                     | rue de Rotterdam n°54                                                          | 50° 37' 48" NB, 5° 33' 58" OL | 62063-CLT-0524-01 Info | Huis: straatgevel en daken |
| Huis: straatgevel en daken |                              |                     | rue Simonon n°2                                                                | 50° 37' 45" NB, 5° 33' 55" OL | 62063-CLT-0525-01 Info | Huis: straatgevel en daken |
| Gebouw: gevel en dak |                              |                     | rue du Palais n°60                                                             | 50° 38' 49" NB, 5° 34' 28" OL | 62063-CLT-0526-01 Info | Gebouw: gevel en dak |
| Gebouw: gevel en dak |                              |                     | rue du Palais n°62                                                             | 50° 38' 48" NB, 5° 34' 27" OL | 62063-CLT-0527-01 Info | Gebouw: gevel en dak |
| Gebouw: gevel en dak |                              |                     | rue du Palais n°64                                                             | 50° 38' 48" NB, 5° 34' 27" OL | 62063-CLT-0528-01 Info | Gebouw: gevel en dak |
| De gevel, het dak en het trappenhuis (18e eeuw) van het hoge bijgebouw en loodrecht vakwerk (19e eeuw), met uitzondering van de rechterkant van nummer 62 van de Rue du Palais |                              |                     |                                                                                | 50° 38' 48" NB, 5° 34' 27" OL | 62063-CLT-0529-01 Info | De gevel, het dak en het trappenhuis (18e eeuw) van het hoge bijgebouw en loodrecht vakwerk (19e eeuw), met uitzondering van de rechterkant van nummer 62 van de Rue du Palais |
| Achtergevel (17e eeuw), de gevel, het dak, het trappenhuis (18e eeuw) van de loodrecht staande aanbouw in vakwerk en bakstenen (18e eeuw) |                              |                     | rue du Palais n° 64                                                            | 50° 38' 48" NB, 5° 34' 27" OL | 62063-CLT-0530-01 Info | Achtergevel (17e eeuw), de gevel, het dak, het trappenhuis (18e eeuw) van de loodrecht staande aanbouw in vakwerk en bakstenen (18e eeuw) |
| Huis: gevel en dak |                              |                     | rue Sainte-Marguerite n°102                                                    | 50° 38' 45" NB, 5° 33' 36" OL | 62063-CLT-0531-01 Info | Huis: gevel en dak |
| Totaliteit van het gebouw |                              |                     | place Emile Dupont n°10                                                        | 50° 38' 11" NB, 5° 34' 16" OL | 62063-CLT-0532-01 Info | Totaliteit van het gebouw |
| Gebouw: gevel |                              |                     | rue Hors-Château n°9                                                           | 50° 38' 49" NB, 5° 34' 40" OL | 62063-CLT-0533-01 Info | Gebouw: gevel |
| Gebouw: gevel |                              |                     | rue Hors-Château n°11                                                          | 50° 38' 49" NB, 5° 34' 40" OL | 62063-CLT-0534-01 Info | Gebouw: gevel |
| Gebouw: gevel |                              |                     | rue Hors-Château n°13                                                          | 50° 38' 50" NB, 5° 34' 41" OL | 62063-CLT-0535-01 Info | Gebouw: gevel |
| Gebouw: gevel |                              |                     | rue Hors-Château n°29                                                          | 50° 38' 51" NB, 5° 34' 46" OL | 62063-CLT-0536-01 Info | Gebouw: gevel |
| Gebouw: gevel |                              |                     | rue Hors-Château n°33                                                          | 50° 38' 51" NB, 5° 34' 47" OL | 62063-CLT-0537-01 Info | Gebouw: gevel |
| Gebouw: gevel |                              |                     | rue Hors-Château n°37                                                          | 50° 38' 51" NB, 5° 34' 48" OL | 62063-CLT-0538-01 Info | Gebouw: gevel |
| Gebouw: gevel |                              |                     | rue Hors-Château n°39                                                          | 50° 38' 51" NB, 5° 34' 48" OL | 62063-CLT-0539-01 Info | Gebouw: gevel |
| Gebouw: gevel |                              |                     | rue Hors-Château n°41                                                          | 50° 38' 51" NB, 5° 34' 49" OL | 62063-CLT-0540-01 Info | Gebouw: gevel |
| Gebouw: gevel |                              |                     | rue Hors-Château n°43                                                          | 50° 38' 52" NB, 5° 34' 49" OL | 62063-CLT-0541-01 Info | Gebouw: gevel |
| Gebouw: gevel |                              |                     | rue Hors-Château n°45                                                          | 50° 38' 52" NB, 5° 34' 49" OL | 62063-CLT-0542-01 Info | Gebouw: gevel |
| Gebouw: gevel |                              |                     | rue Hors-Château n°47                                                          | 50° 38' 52" NB, 5° 34' 49" OL | 62063-CLT-0543-01 Info | Gebouw: gevel |
| Gebouw: gevel |                              |                     | rue Hors-Château n°51                                                          | 50° 38' 52" NB, 5° 34' 51" OL | 62063-CLT-0544-01 Info | Gebouw: gevel |
| Gebouw: gevel |                              |                     | rue Hors-Château n°53                                                          | 50° 38' 52" NB, 5° 34' 51" OL | 62063-CLT-0545-01 Info | Gebouw: gevel |
| Gebouw: gevel |                              |                     | rue Hors-Château n°55                                                          | 50° 38' 52" NB, 5° 34' 52" OL | 62063-CLT-0546-01 Info | Gebouw: gevel |
| Gebouw: gevel |                              |                     | rue Hors-Château n°57                                                          | 50° 38' 52" NB, 5° 34' 52" OL | 62063-CLT-0547-01 Info | Gebouw: gevel |
| Gebouw: gevel |                              |                     | rue Hors-Château n°59                                                          | 50° 38' 53" NB, 5° 34' 52" OL | 62063-CLT-0548-01 Info | Gebouw: gevel |
| Gebouw: gevel |                              |                     | rue Hors-Château n°61                                                          | 50° 38' 53" NB, 5° 34' 53" OL | 62063-CLT-0549-01 Info | Gebouw: gevel |
| Gebouw: gevel |                              |                     | rue Hors-Château n°63                                                          | 50° 38' 53" NB, 5° 34' 53" OL | 62063-CLT-0550-01 Info | Gebouw: gevel |
| Gebouw: gevel |                              |                     | rue Hors-Château n°65                                                          | 50° 38' 53" NB, 5° 34' 53" OL | 62063-CLT-0551-01 Info | Gebouw: gevel |
| Gebouw: gevel |                              |                     | rue Hors-Château n°67                                                          | 50° 38' 53" NB, 5° 34' 54" OL | 62063-CLT-0552-01 Info | Gebouw: gevel |
| Gebouw: gevel |                              |                     | rue Hors-Château n°73                                                          | 50° 38' 53" NB, 5° 34' 54" OL | 62063-CLT-0553-01 Info | Gebouw: gevel |
| Gebouw: gevel |                              |                     | rue Hors-Château n°75                                                          | 50° 38' 53" NB, 5° 34' 55" OL | 62063-CLT-0554-01 Info | Gebouw: gevel |
| Gebouw: gevel |                              |                     | rue Hors-Château n°77                                                          | 50° 38' 54" NB, 5° 34' 55" OL | 62063-CLT-0555-01 Info | Gebouw: gevel |
| Gebouw: gevel |                              |                     | rue Hors-Château n°16                                                          | 50° 38' 48" NB, 5° 34' 37" OL | 62063-CLT-0556-01 Info | Gebouw: gevel |
| Gebouw: gevel |                              |                     | rue Hors-Château n°18                                                          | 50° 38' 48" NB, 5° 34' 37" OL | 62063-CLT-0557-01 Info | Gebouw: gevel |
| Gebouw: gevel |                              |                     | rue Hors-Château n°20                                                          | 50° 38' 48" NB, 5° 34' 37" OL | 62063-CLT-0558-01 Info | Gebouw: gevel |
| Gebouw: gevel |                              |                     | rue Hors-Château n°22                                                          | 50° 38' 48" NB, 5° 34' 37" OL | 62063-CLT-0559-01 Info | Gebouw: gevel |
| Gebouw: gevel |                              |                     | rue Hors-Château n°28                                                          | 50° 38' 48" NB, 5° 34' 38" OL | 62063-CLT-0560-01 Info | Gebouw: gevel |
| Gebouw: gevel |                              |                     | rue Hors-Château n°30                                                          | 50° 38' 48" NB, 5° 34' 39" OL | 62063-CLT-0561-01 Info | Gebouw: gevel |
| Gebouw: gevel |                              |                     | rue Hors-Château n°32                                                          | 50° 38' 48" NB, 5° 34' 39" OL | 62063-CLT-0562-01 Info | Gebouw: gevel |
| Gebouw: gevel |                              |                     | rue Hors-Château n°34                                                          | 50° 38' 48" NB, 5° 34' 39" OL | 62063-CLT-0563-01 Info | Gebouw: gevel |
| Gebouw: gevel |                              |                     | rue Hors-Château n°36                                                          | 50° 38' 48" NB, 5° 34' 39" OL | 62063-CLT-0564-01 Info | Gebouw: gevel |
| Gebouw: gevel |                              |                     | rue Hors-Château n°38                                                          | 50° 38' 49" NB, 5° 34' 40" OL | 62063-CLT-0565-01 Info | Gebouw: gevel |
| Gebouw: gevel |                              |                     | rue Hors-Château n°40                                                          | 50° 38' 49" NB, 5° 34' 40" OL | 62063-CLT-0566-01 Info | Gebouw: gevel |
| Gebouw: gevel |                              |                     | rue Hors-Château n°44                                                          | 50° 38' 49" NB, 5° 34' 41" OL | 62063-CLT-0567-01 Info | Gebouw: gevel |
| Gebouw: gevel |                              |                     | rue Hors-Château n°46                                                          | 50° 38' 49" NB, 5° 34' 41" OL | 62063-CLT-0568-01 Info | Gebouw: gevel |
| Gebouw: gevel |                              |                     | rue Hors-Château n°48                                                          | 50° 38' 49" NB, 5° 34' 42" OL | 62063-CLT-0569-01 Info | Gebouw: gevel |
| Gebouw: gevel |                              |                     | rue Hors-Château n°54                                                          | 50° 38' 49" NB, 5° 34' 43" OL | 62063-CLT-0570-01 Info | Gebouw: gevel |
| Gebouw: gevel |                              |                     | rue Hors-Château n°58                                                          | 50° 38' 50" NB, 5° 34' 45" OL | 62063-CLT-0571-01 Info | Gebouw: gevel |
| Gebouw: gevel |                              |                     | rue Hors-Château n°60                                                          | 50° 38' 50" NB, 5° 34' 45" OL | 62063-CLT-0572-01 Info | Gebouw: gevel |
| Gebouw: gevel |                              |                     | rue Hors-Château n°62                                                          | 50° 38' 50" NB, 5° 34' 46" OL | 62063-CLT-0573-01 Info | Gebouw: gevel |
| Gebouw: gevel |                              |                     | rue Hors-Château n°64                                                          | 50° 38' 50" NB, 5° 34' 46" OL | 62063-CLT-0574-01 Info | Gebouw: gevel |
| Gebouw: gevel |                              |                     | rue Hors-Château n°66                                                          | 50° 38' 50" NB, 5° 34' 46" OL | 62063-CLT-0575-01 Info | Gebouw: gevel |
| Gebouw: gevel |                              |                     | rue Hors-Château n°68                                                          | 50° 38' 50" NB, 5° 34' 46" OL | 62063-CLT-0576-01 Info | Gebouw: gevel |
| Gebouw: gevel |                              |                     | rue Hors-Château n°70                                                          | 50° 38' 50" NB, 5° 34' 47" OL | 62063-CLT-0577-01 Info | Gebouw: gevel |
| Gebouw: gevel |                              |                     | rue Hors-Château n°72                                                          | 50° 38' 50" NB, 5° 34' 47" OL | 62063-CLT-0578-01 Info | Gebouw: gevel |
| Gebouw: gevel |                              |                     | rue Hors-Château n°86                                                          | 50° 38' 51" NB, 5° 34' 48" OL | 62063-CLT-0579-01 Info | Gebouw: gevel |
| Gebouw: gevel |                              |                     | rue Hors-Château n°88                                                          | 50° 38' 51" NB, 5° 34' 49" OL | 62063-CLT-0580-01 Info | Gebouw: gevel |
| Gebouw: gevel |                              |                     | rue Hors-Château n°90                                                          | 50° 38' 51" NB, 5° 34' 49" OL | 62063-CLT-0581-01 Info | Gebouw: gevel |
| Gebouw: gevel |                              |                     | rue Hors-Château n°92                                                          | 50° 38' 51" NB, 5° 34' 49" OL | 62063-CLT-0582-01 Info | Gebouw: gevel |
| Gebouw: gevel |                              |                     | rue Hors-Château n°94                                                          | 50° 38' 51" NB, 5° 34' 49" OL | 62063-CLT-0583-01 Info | Gebouw: gevel |
| Gebouw: gevel |                              |                     | rue Hors-Château n°96                                                          | 50° 38' 51" NB, 5° 34' 49" OL | 62063-CLT-0584-01 Info | Gebouw: gevel |
| Gebouw: gevel |                              |                     | rue Hors-Château n°98                                                          | 50° 38' 51" NB, 5° 34' 50" OL | 62063-CLT-0585-01 Info | Gebouw: gevel |
| Gebouw: gevel |                              |                     | rue Hors-Château n°104                                                         | 50° 38' 51" NB, 5° 34' 50" OL | 62063-CLT-0586-01 Info | Gebouw: gevel |
| Gebouw: gevel |                              |                     | rue Hors-Château n°106                                                         | 50° 38' 51" NB, 5° 34' 51" OL | 62063-CLT-0587-01 Info | Gebouw: gevel |
| Gebouw: gevel |                              |                     | rue Hors-Château n°108                                                         | 50° 38' 52" NB, 5° 34' 51" OL | 62063-CLT-0588-01 Info | Gebouw: gevel |
| Gebouw: gevel |                              |                     | rue Hors-Château n°112                                                         | 50° 38' 52" NB, 5° 34' 52" OL | 62063-CLT-0589-01 Info | Gebouw: gevel |
| Gebouw: gevel |                              |                     | rue Hors-Château n°114                                                         | 50° 38' 52" NB, 5° 34' 52" OL | 62063-CLT-0590-01 Info | Gebouw: gevel |
| Gebouw: gevel |                              |                     | rue Hors-Château n°116                                                         | 50° 38' 52" NB, 5° 34' 52" OL | 62063-CLT-0591-01 Info | Gebouw: gevel |
| Gebouw: gevel |                              |                     | rue Hors-Château n°118                                                         | 50° 38' 52" NB, 5° 34' 52" OL | 62063-CLT-0592-01 Info | Gebouw: gevel |
| Gebouw: gevel |                              |                     | rue Hors-Château n°120                                                         | 50° 38' 52" NB, 5° 34' 52" OL | 62063-CLT-0593-01 Info | Gebouw: gevel |
| Gebouw: gevel |                              |                     | rue Hors-Château n°128                                                         | 50° 38' 52" NB, 5° 34' 54" OL | 62063-CLT-0594-01 Info | Gebouw: gevel |
| Gebouw: gevel |                              |                     | rue Hors-Château n°130                                                         | 50° 38' 53" NB, 5° 34' 54" OL | 62063-CLT-0595-01 Info | Gebouw: gevel |
| Gebouw: gevel |                              |                     | rue Hors-Château n°132                                                         | 50° 38' 53" NB, 5° 34' 55" OL | 62063-CLT-0596-01 Info | Gebouw: gevel |
| Totaliteit van de daken van het oude hoofdkwartier van de vereniging van elektrotechnici van het Instituut Montefiore |                              |                     | rue Saint-Gilles n°31, Liège                                                   | 50° 38' 22" NB, 5° 34' 2" OL  | 62063-CLT-0597-01 Info | |
| Behuizing genaamd "Maison Mozin", met uitzondering van de nieuwe technische uitrusting van de keuken (hoofd en studio) en badkamers (hoofd en studio). Oprichting van een beschermingszone |                              |                     | rue de Campine n°402 Liège                                                     | 50° 39' 18" NB, 5° 34' 9" OL  | 62063-CLT-0598-01 Info | |
| Ensemble en het buffet van het orgel van de kerk Saint-Denis, met uitzondering van het mechaniek van het orgel |                              |                     |                                                                                | 50° 38' 35" NB, 5° 34' 28" OL | 62063-PEX-0001-01 Info | Ensemble en het buffet van het orgel van de kerk Saint-Denis, met uitzondering van het mechaniek van het orgel |
| Ensemble van de kerk Saint-Jean l'Evangéliste, met uitzondering van het orgel |                              |                     | Place Xavier Neujean                                                           | 50° 38' 35" NB, 5° 34' 2" OL  | 62063-PEX-0002-01 Info | Ensemble van de kerk Saint-Jean l'Evangéliste, met uitzondering van het orgel |
| Ensemble van de kerk Sainte-Croix, met uitzondering van het instrumentaal deel van het orgel |                              |                     |                                                                                | 50° 38' 43" NB, 5° 34' 12" OL | 62063-PEX-0003-01 Info | Ensemble van de kerk Sainte-Croix, met uitzondering van het instrumentaal deel van het orgel |
| Bepaalde elementen in het interieur van hotel de Sélys-Longchamps: Chinese decor, stucwerk, staff en kabinet |                              |                     |                                                                                | 50° 38' 42" NB, 5° 34' 4" OL  | 62063-PEX-0004-01 Info | Bepaalde elementen in het interieur van hotel de Sélys-Longchamps: Chinese decor, stucwerk, staff en kabinet |
| Hoofdgebouw: gevels en daken, de drie toegangsportieken, de twee open haarden op de eerste etage (1604) en de muurschildering op de begane grond van paleis Curtius |                              |                     |                                                                                | 50° 38' 49" NB, 5° 35' 3" OL  | 62063-PEX-0005-01 Info | |
| Ensemble van de kerk Saint-Barthélemy, met uitzondering van de vleugel van het klooster en het orgel (instrumentaal deel en buffet) |                              |                     |                                                                                | 50° 38' 53" NB, 5° 34' 58" OL | 62063-PEX-0006-01 Info | Ensemble van de kerk Saint-Barthélemy, met uitzondering van de vleugel van het klooster en het orgel (instrumentaal deel en buffet) |
| Ensemble van de kerk Saint-Martin, met uitzondering van de winterkapel, het orgel de tribune, de orgel "Le Picard" (instrumentaal deel en buffetten) |                              |                     |                                                                                | 50° 38' 40" NB, 5° 33' 51" OL | 62063-PEX-0007-01 Info | Ensemble van de kerk Saint-Martin, met uitzondering van de winterkapel, het orgel de tribune, de orgel "Le Picard" (instrumentaal deel en buffetten) |
| Ensemble van de kathedraal Saint-Paul, waaronder het klooster, met uitzondering van de orgelgalerij en het orgel in het transept (instrumentale delen en buffetten) |                              |                     |                                                                                | 50° 38' 25" NB, 5° 34' 18" OL | 62063-PEX-0008-01 Info | Ensemble van de kathedraal Saint-Paul, waaronder het klooster, met uitzondering van de orgelgalerij en het orgel in het transept (instrumentale delen en buffetten) |
| Monumentale fontein van Perron |                              |                     |                                                                                | 50° 38' 44" NB, 5° 34' 32" OL | 62063-PEX-0009-01 Info | Monumentale fontein van Perron |
| Raadhuis |                              |                     | place du Marché 2                                                              | 50° 38' 44" NB, 5° 34' 32" OL | 62063-PEX-0010-01 Info | Raadhuis |
| Kerk Saint-Jacques |                              |                     |                                                                                | 50° 38' 13" NB, 5° 34' 13" OL | 62063-PEX-0011-01 Info | Kerk Saint-Jacques |
| Ensemble van de geklasseerde delen van het paleis van de prins-bisschoppen, met uitzondering van de binnenplaats en roosters aan de voorkant van place Notger |                              |                     |                                                                                | 50° 38' 46" NB, 5° 34' 22" OL | 62063-PEX-0012-01 Info | |
| L'hôtel Torrentius |                              |                     |                                                                                | 50° 38' 44" NB, 5° 34' 15" OL | 62063-PEX-0013-01 Info | L'hôtel Torrentius |
| Gevels en daken van Hôtel de Hayme de Bomal, de fontein en de binnenplaats, het trappenhuis en de twee overlopen van de eerste en tweede verdieping en vijf kamers van het appartement van parade |                              |                     |                                                                                | 50° 38' 49" NB, 5° 34' 59" OL | 62063-PEX-0014-01 Info | Gevels en daken van Hôtel de Hayme de Bomal, de fontein en de binnenplaats, het trappenhuis en de twee overlopen van de eerste en tweede verdieping en vijf kamers van het appartement van parade |
| Cinema "le Forum" |                              |                     |                                                                                | 50° 38' 28" NB, 5° 34' 12" OL | 62063-PEX-0015-01 Info | Cinema "le Forum" |
| Exterieur en interieur van de Salle Académique van de universiteit, behalve de meubels |                              |                     |                                                                                | 50° 38' 26" NB, 5° 34' 34" OL | 62063-PEX-0016-01 Info | Exterieur en interieur van de Salle Académique van de universiteit, behalve de meubels |
| Cinema "le Forum" (uitbreiding) |                              |                     |                                                                                | 50° 38' 28" NB, 5° 34' 13" OL | 62063-PEX-0017-01 Info | Cinema "le Forum" (uitbreiding) |
| Het buffet en orgel van de kapel Saint-Roch |                              |                     |                                                                                | 50° 38' 51" NB, 5° 34' 17" OL | 62063-PEX-0018-01 Info | Het buffet en orgel van de kapel Saint-Roch |
| Het buffet en orgel "Le Picard" van de abdijkerk van de Benedictijnen |                              |                     |                                                                                | 50° 38' 17" NB, 5° 34' 2" OL  | 62063-PEX-0019-01 Info | Het buffet en orgel "Le Picard" van de abdijkerk van de Benedictijnen |
| Verschillende delen van het huis Comblen |                              |                     |                                                                                | 50° 38' 7" NB, 5° 33' 56" OL  | 62063-PEX-0020-01 Info | Verschillende delen van het huis Comblen |
| Brug van Fragnée |                              |                     |                                                                                | 50° 37' 15" NB, 5° 34' 46" OL | 62063-PEX-0021-01 Info | Brug van Fragnée |
| Brug van Wandre |                              |                     |                                                                                | 50° 40' 23" NB, 5° 38' 40" OL | 62063-PEX-0022-01 Info | Brug van Wandre |
| De puntgevel en vakwerk van het huis |                              |                     | rue des Mârets n°s 6-8                                                         | 50° 40' 9" NB, 5° 39' 38" OL  | 62063-PEX-0023-01 Info | |
| Atheneum Léonie de Waha |                              |                     | boulevard d'Avroy n°96                                                         | 50° 38' 10" NB, 5° 34' 3" OL  | 62063-PEX-0024-01 Info | Atheneum Léonie de Waha |
| De decors van de kamers op de 1e verdieping aan de voorkant van het gebouw Société Littéraire |                              |                     |                                                                                | 50° 38' 37" NB, 5° 34' 20" OL | 62063-PEX-0025-01 Info | De decors van de kamers op de 1e verdieping aan de voorkant van het gebouw Société Littéraire |
| Ensemble van de tour cybernétique van Nicolas Shöffer en diens materiële componenten |                              |                     |                                                                                | 50° 37' 44" NB, 5° 34' 30" OL | 62063-PEX-0026-01 Info | Ensemble van de tour cybernétique van Nicolas Shöffer en diens materiële componenten |
| De villa Aube van Gustave Serrurier |                              |                     | Bovy                                                                           | 50° 36' 59" NB, 5° 33' 50" OL | 62063-PEX-0027-01 Info | De villa Aube van Gustave Serrurier |